# Bielorrússia

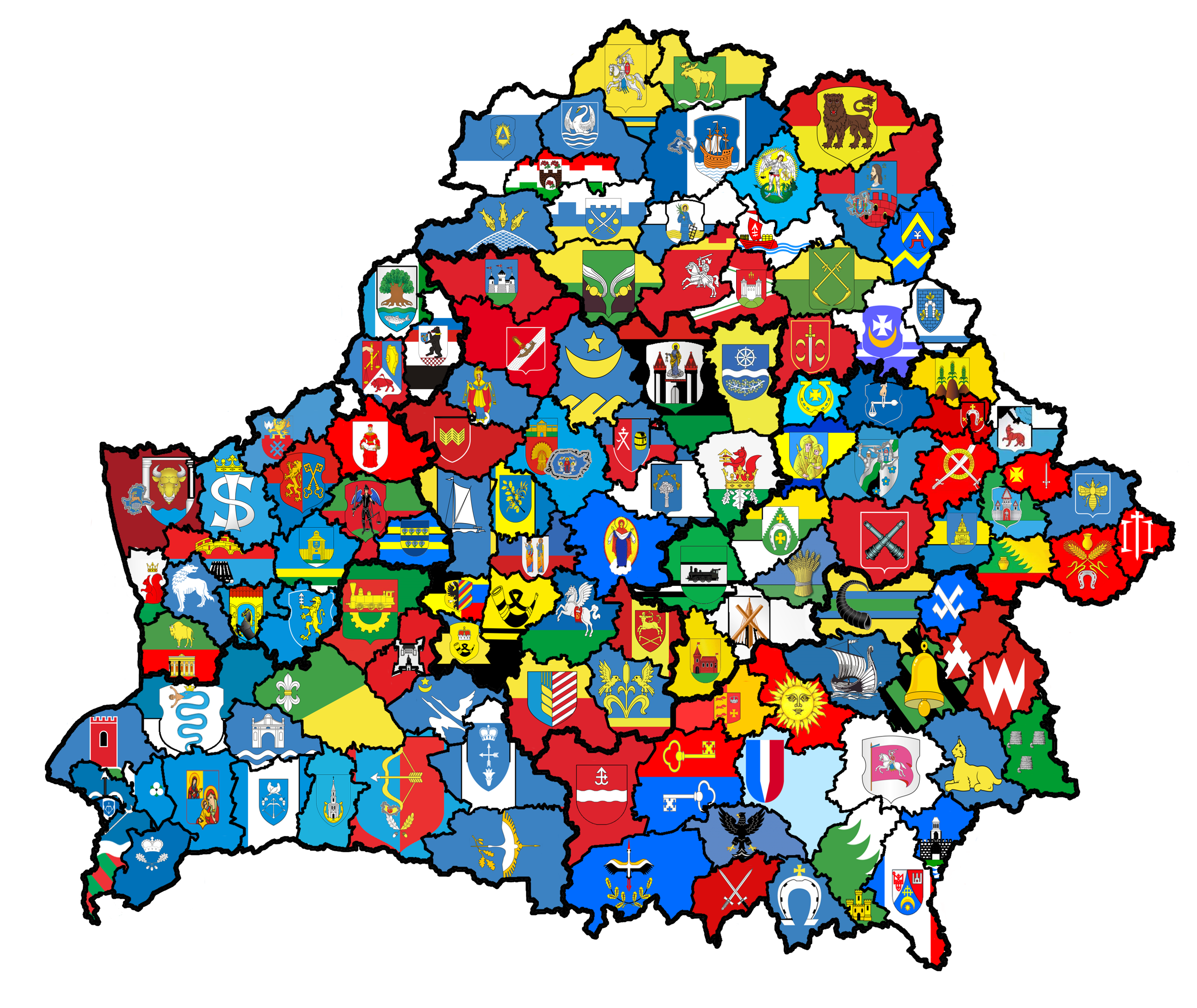
Mapa das regiões da Bielorrússia

Bielorrússia ou Belarus (em bielorrusso:  Беларусь, translit Biełaruś, pronunciado: [bʲɛlaˈrusʲ]; em russo:  Беларусь, translit. Belarus’, pronunciado: [bʲɪlɐˈrusʲ]; ver etimologia; lit. "Rus’ Branca"), oficialmente República da Bielorrússia ou República de Belarus, é um país sem saída para o mar localizado na Europa Oriental, que faz fronteira com a Rússia a nordeste, com a Ucrânia, ao sul, com a Polônia a oeste, e com a Lituânia e Letônia a noroeste. A sua capital é Minsk, e outras de suas principais cidades são Brest, Grodno (Hrodna), Gomel (Homiel), Mogilev (Mahilyow) e Vitebsk (Viciebsk). Cerca de 40% da sua área total de 207 500 km2 é coberta por florestas, e os seus setores econômicos que mais se destacam são a agricultura e a indústria manufatureira.
Até o século XX, as terras que atualmente formam a Bielorrússia pertenceram a diversos países, incluindo o Principado de Polotsk, o Grão-Ducado da Lituânia, o Império Russo e a Comunidade Polaco-Lituana. Como consequência da Revolução Russa, a Bielorrússia se tornou uma das repúblicas constituintes da União Soviética desde sua formação, e passou a se chamar República Socialista Soviética Bielorrussa (RSSB). A unificação final das terras bielorrussas se deu em 1939, quando o território que pertencia à Segunda República Polonesa se uniu à RSSB. O país foi devastado durante a Segunda Guerra Mundial, durante a qual a Bielorrússia perdeu cerca de um terço de sua população e mais da metade de seus recursos econômicos; a república foi reestruturada nos anos do pós-guerra. Devido ao impacto do conflito no país, a RSSB tornou-se um dos membros fundadores da Organização das Nações Unidas, juntamente com a República Socialista Soviética Ucraniana e a própria URSS.
O parlamento da república declarou a soberania da Bielorrússia em 27 de julho de 1990, e, logo após o fim da União Soviética, declarou a independência do país em 25 de agosto de 1991. Alexander Lukashenko tem sido o seu presidente desde 1994; sob o seu governo, e apesar das objeções feitas pelos governos de diversos países ocidentais, muitas políticas do período soviético, como o controle estatal da economia, foram reimplementadas. Desde 2000 a Bielorrússia e a Rússia assinaram um tratado de cooperação, indicando uma possível formação de uma União Estatal.
A maior parte da população de 9,85 milhões de habitantes do país reside nas áreas urbanas em torno de Minsk e das outras capitais de divisões regionais (voblast). Mais de 80% da população é composta por bielorrussos nativos, com minorias consideráveis de russos, poloneses e ucranianos. Desde a realização de um referendo em 1995, o país tem dois idiomas oficiais: o bielorrusso e o russo. A Constituição da Bielorrússia não declara uma religião oficial, embora a religião predominante no país seja o cristianismo ortodoxo russo. A segunda religião mais popular, o catolicismo, tem um número bem menor de fieis; tanto o Natal quanto a Páscoa de ambas as religiões, no entanto, que são comemoradas em datas diferentes, são comemorados como feriado nacional.
Em 2019, a Bielorrússia ocupava a 53ª posição entre 189 países no Índice de Desenvolvimento Humano da ONU, e está no grupo dos países com "desenvolvimento muito elevado". Com um sistema de saúde eficiente, tem uma taxa de mortalidade infantil muito baixa de 2,9 (em comparação com 6,6 na Rússia ou 3,7 no Reino Unido). A taxa de médicos per capita é de 40,7 por 10 000 habitantes (26,7 na Roménia, 32 na Finlândia, 41,9 na Suécia) e a taxa de alfabetização é estimada em 99%. De acordo com o Programa das Nações Unidas para o Desenvolvimento, o coeficiente de Gini (indicador de desigualdade) é um dos mais baixos da Europa e do mundo.

## Etimologia
O nome "Bielorrússia" deriva da expressão Rússia Branca ("Branco-Rus"). Existem diversas teorias sobre a origem do nome "Rus Branco". O nome descrevia a área da Europa Oriental coberta por neve e povoada por povos eslavos, em oposição à Rutênia Negra, controlada pelos lituanos. Outra possível origem para o nome poderia ser a vestimenta branca utilizada no período pela população eslava. Outras hipóteses para o nome diriam respeito às terras meridionais do país (Polatsk, Vitsiebsk e Mahilyow), que não haviam sido conquistadas pelos tártaros; antes de 1267, toda a terra que não havia sido conquistada pelos mongóis era considerada parte do "Rus Branco", dado que bel ou biel também significaria "livre", num período em que a maior parte da Rússia se encontrava sob o jugo dos tártaros.
O nome apareceu pela primeira vez na literatura medieval alemã e latina. Nas crônicas escritas por Jan de Czarnków, mencionava-se que o grão-duque lituano Jogaila e sua mãe teriam sido encarcerados, em 1381, em "Albae Russiae, Poloczk dicto". O termo latino "Alba Russia" foi utilizado novamente pelo Papa Pio VI, ao estabelecer ali uma Sociedade Jesuíta em 1783. Sua bula papal decretava: "Approbo Societatem Jesu in Alba Russia degentem, approbo, approbo". Historicamente, o país foi designado em idiomas ocidentais como "Rutênia Branca"; o primeiro uso de "Rússia Branca" para se referir à Bielorrússia se deu no fim do século XVI, pelo inglês sir Jerome Horsey. Durante o século XVII, os czares russos utilizaram o termo "Rus' Branco" para descrever as terras conquistadas do Grão-Ducado da Lituânia.
A Bielorrússia passou a receber seu nome atual (em russo:  Белоруссия) no período do Império Russo; o czar russo costumava ser designado o "Czar de Todas as Rússias" — referindo-se à Grande, à Pequena e à Branca. Na época, a Bielorrússia era vista como parte da nação russa, e o idioma bielorrusso era considerado um dialeto do russo. Após a Revolução Bolchevique de 1917, o termo Rússia Branca passou a causar alguma confusão, pois também era o nome da força militar que se opunha aos bolcheviques "vermelhos". Durante o período da República Socialista Soviética Bielorrussa, o termo Bielorrússia foi adotado como parte de uma consciência nacional. Na Bielorrússia Ocidental, sob o domínio polaco, o termo foi utilizado com frequência para se referir às regiões de Bialystok e Grodno, durante o período entre-guerras.
O termo "Belorussia" (seus nomes na maioria dos idiomas vêm da forma russa, "Byelorussia") foi utilizado oficialmente apenas até 1991, quando o Soviete Supremo da RSSB decretou que a nova república independente deveria se chamar "Belarus" (Беларусь), em russo e em todas as transcrições do nome para outros idiomas. A mudança supostamente visava refletir adequadamente a forma bielorrussa do nome, e o período de transição durou até 1993. Forças conservadoras da recém-independente república, no entanto, não apoiaram a mudança de nome e se opuseram à sua inclusão no esboço feito em 1991 da Constituição da Bielorrússia.
Desde a independência do país, com o fim da União Soviética, o governo bielorrusso oficializou este pedido para que o endônimo Belarus fosse usado em todas as línguas para se referir ao país. Em determinados idiomas, como o inglês, o pedido foi bem aceito, mas a maioria das outras línguas europeias mantiveram seus exônimos próprios, como o grego Λευκορωσία, o alemão Weißrußland, o dinamarquês Hviderusland, o sueco Vitryssland, o neerlandês Wit-Rusland, o islandês Hvíta-Rússland, todos traduzidos literalmente como Rússia Branca (que também era o nome historicamente utilizado no português até a década de 1990). O francês mantém o nome Biélorussie.
O mesmo que se deu com o inglês aconteceu, até certo ponto, com o russo (embora o nome tradicional ainda exista naquele idioma); do mesmo modo, o adjetivo "Belorussian" ou "Byelorussian" foi substituído, em inglês, por "Belarusian", enquanto o russo não tenha desenvolvido uma nova versão do adjetivo ("bielaruski"). A intelligentsia bielorrussa no período de Stalin tentou alterar o nome do país para "Krivia", para tentar eliminar esta suposta ligação com a Rússia; alguns nacionalistas também têm objeção ao nome por este mesmo motivo. Diversos jornais populares publicados localmente, no entanto, ainda conservam o nome antigo do país em russo nos seus nomes, como por exemplo Komsomolskaya Pravda v Byelorussii, edição local de um popular tabloide russo. Partidários da união do país com a Rússia também continuam a utilizar a forma anterior. Oficialmente, o nome completo do país é "República da Bielorrússia" (Рэспубліка Беларусь, Республика Беларусь, Respublika Belarusⓘ").

## História

### História antiga
Restos tanto do Homo erectus quanto do homem-de-neandertal foram encontrados na região. Durante o Neolítico o homem moderno se deslocou para a área, fundando de 5 000 a 2 000 a.C. a cultura Bandkerimik, que predominou na região. Cimérios e outros povos pastorais vagavam pela região por volta do ano 1 000 a.C., e ao redor de 500 a.C. os eslavos haviam se fixado ali, sofrendo alguma pressão dos citas que habitavam a periferia de seus territórios. Diversas invasões "bárbaras" de povos asiáticos passaram pela região, incluindo os hunos e ávaros, por volta de 400–600 d.C., que no entanto não removeram dali a presença eslava.

### Idade Média e período moderno

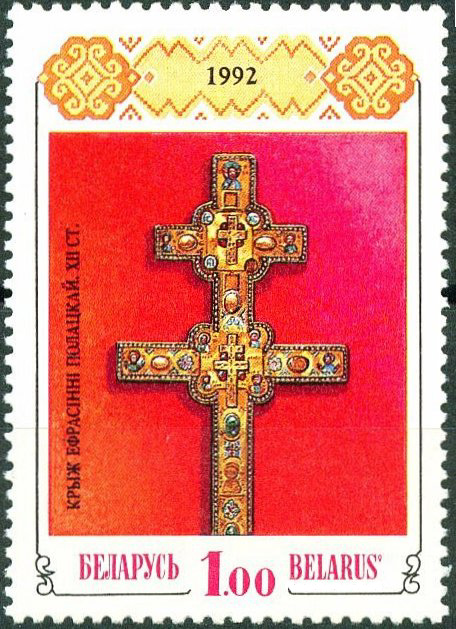
Selo com a Cruz de Santa Eufrosina, de 1992

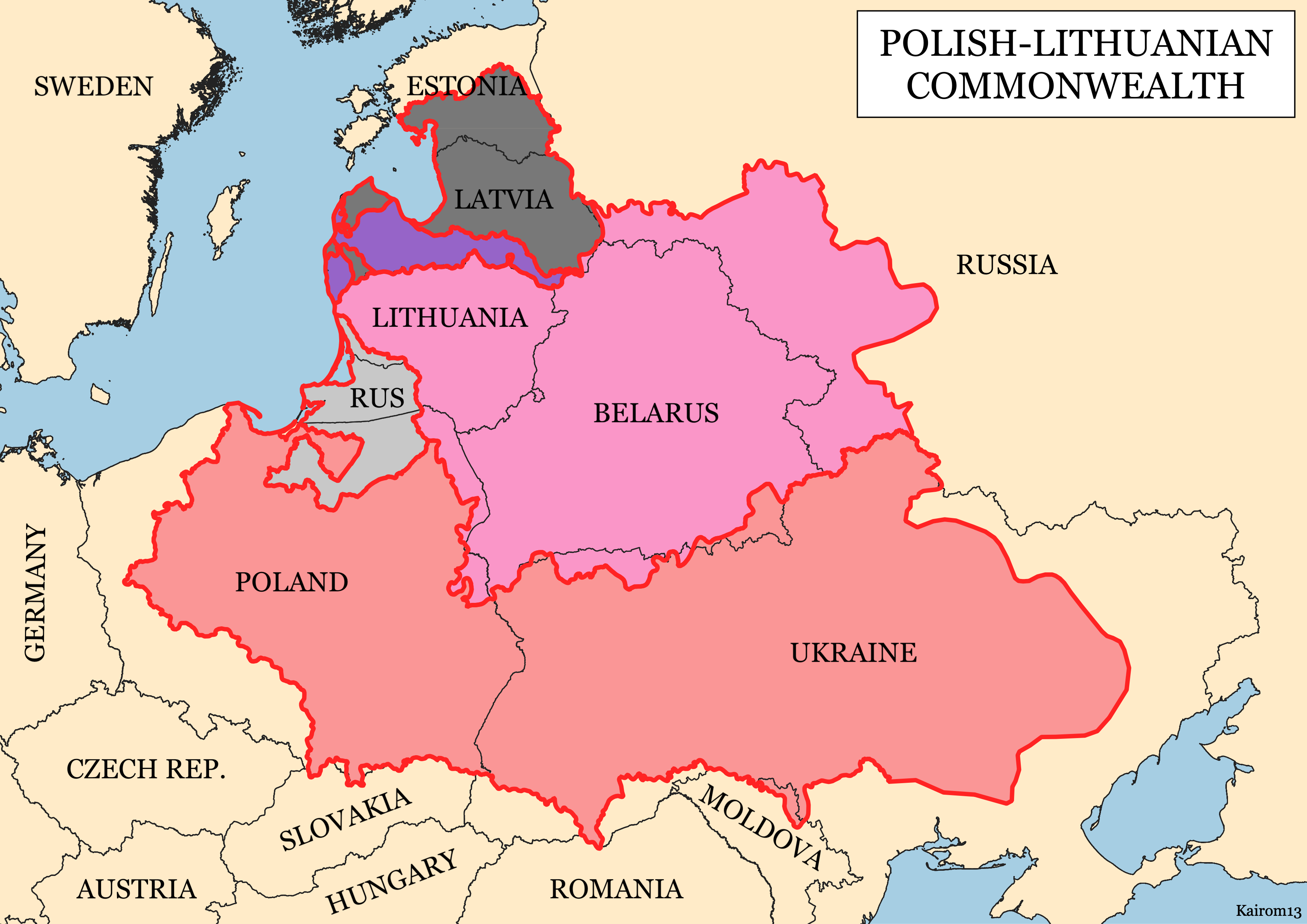
Mapa do Grão-Ducado da Lituânia e do Reino de Polônia na Comunidade Polaco-Lituana, 1619

A região da atual Bielorrússia foi colonizada pelas tribos eslavas no século VI. Gradualmente estas tribos entraram em contato com os varegues, grupos de guerreiros e comerciantes escandinavos. Embora tenham sido derrotados e exilados, por um breve período, pela população local, os varegues foram convocados de volta posteriormente, e ajudaram na formação de uma politeia, comumente conhecida como Rússia de Kiev, em troca do pagamento de tributos. O Estado constituído pelos rus' teve seu início por volta de 862, em torno da cidade de Kiev, na atual Ucrânia, e em torno da atual cidade de Novgorod, na Rússia.
Com a morte do grão-príncipe Jaroslau I, o Sábio aquela nação se dividiu em principados independentes. Estes principados rutenos foram afetados com gravidade por uma invasão mongol ocorrida no século XIII, e diversos deles acabaram por ser incorporados ao Grão-Ducado da Lituânia. Destes principados que foram dominados pelo Ducado, nove haviam sido colonizados pelos ancestrais dos bielorrussos. Neste período o Grão-Ducado da Lituânia estava envolvido em diversas campanhas militares, incluindo combates na fronteira com a Polônia contra os Cavaleiros Teutônicos, na Batalha de Grunwald, de 1410; a vitória conjunta permitiu que o Ducado controlasse as fronteiras noroeste da Europa do Leste.

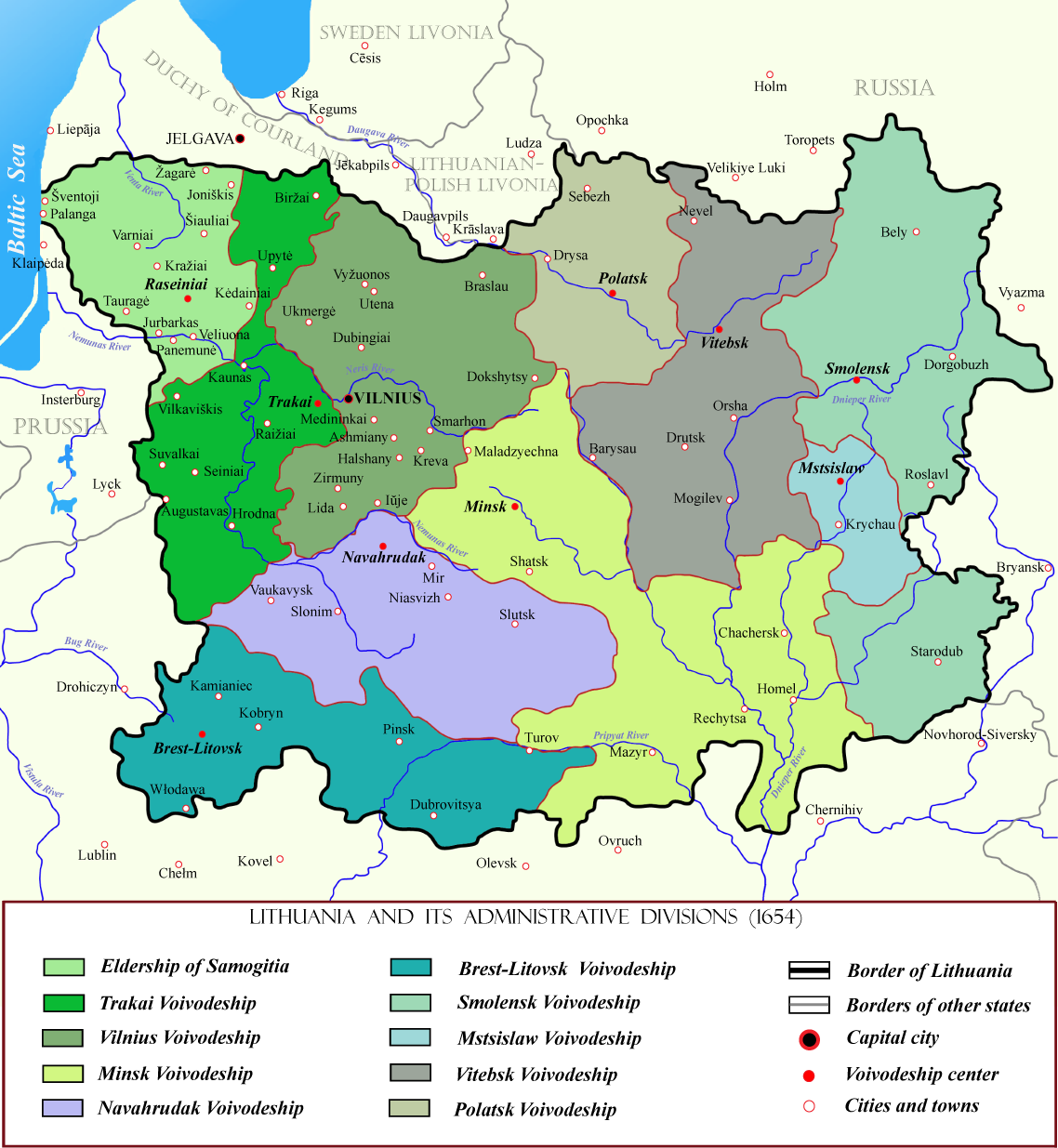
Mapa do Grão-Ducado da Lituânia, parte da Comunidade Lituano-Polonesa, em 1619

Em 2 de fevereiro de 1386, o Grão-Ducado da Lituânia e o Reino da Polônia se juntaram em união pessoal, através do casamento de seus soberanos. Esta união teve como resultado a formação da Comunidade Lituano-Polonesa, criada em 1569. Os russos, liderados por Ivã III de Moscou, começaram a fazer conquistas militares em 1486, tentando reunir as terras anteriormente dominadas pela Rússia de Kiev, mais especificamente os territórios das atuais Bielorrússia e Ucrânia.
A união entre Polônia e Lituânia terminou em 1795, com a partição da Polônia entre a Rússia imperial, a Prússia e a Áustria. Neste período o território da Bielorrússia atual foi adquirido pelo Império Russo, durante o reinado de Catarina II, e sua hegemonia na região foi mantida até a sua ocupação pelo Império Alemão durante a Primeira Guerra Mundial.

### Século XX

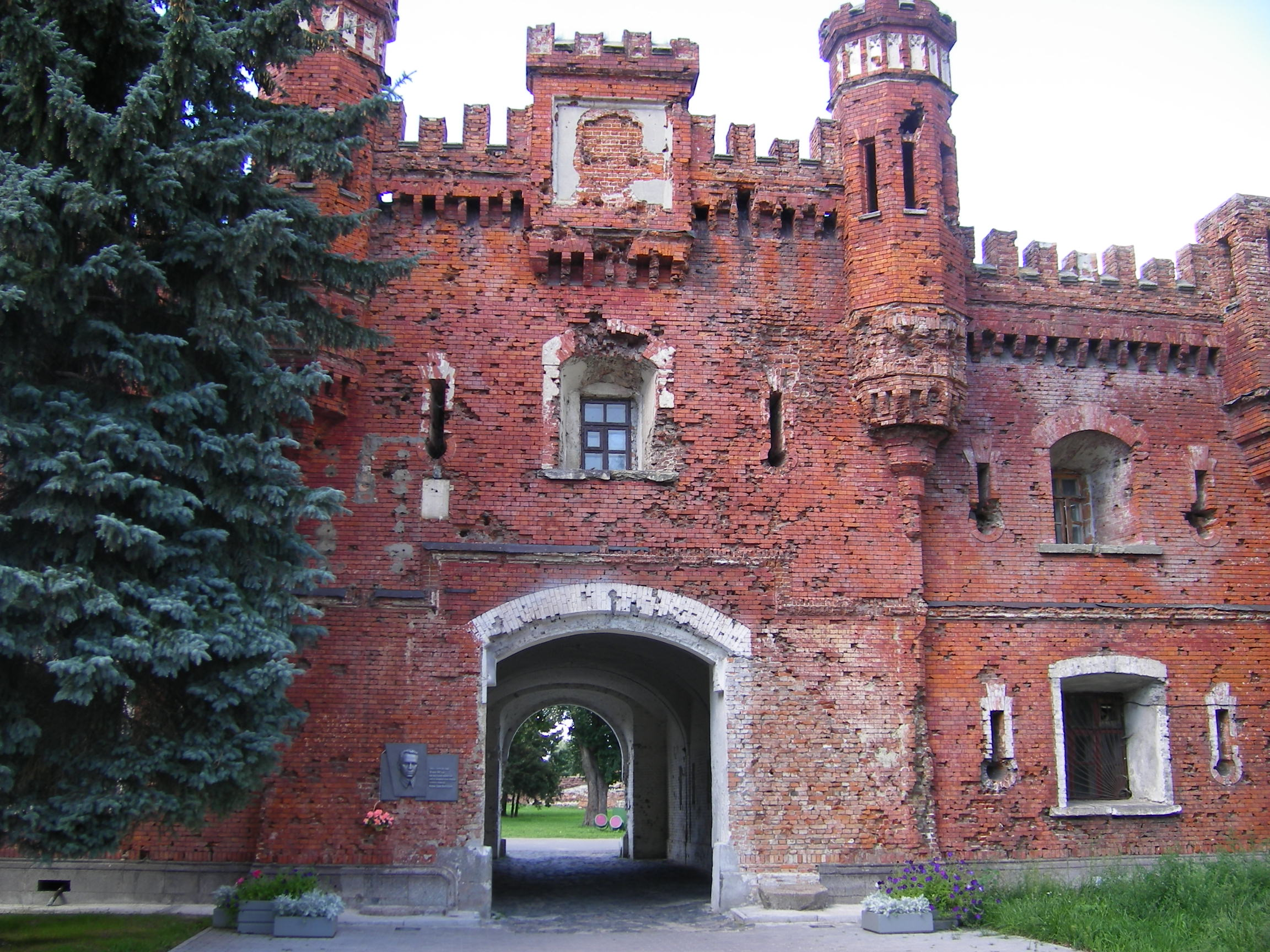
A Fortaleza de Brest

Durante as negociações do Tratado de Brest-Litovsk, a Bielorrússia declarou sua independência pela primeira vez, em 25 de março de 1918, formando a República Popular Bielorrussa, criada sob ocupação alemã e uma das primeiras tentativas de se ocidentalizar o país. Imediatamente após a formação da República Popular iniciou-se a Guerra Polonesa-Soviética, e a Bielorrússia foi dividida entre uma Polônia que ressurgia e a Rússia soviética; a parte que ficou sob controle russo se tornou a República Socialista Soviética da Bielorrússia, em 1919, e eventualmente passou a integrar a República Socialista Soviética Lituano-Bielorrussa. As terras bielorrussas foram então divididas entre a Polônia e os soviéticos após o fim da guerra, em 1921, e a RSS Bielorrussa se tornou um dos membros fundadores da União das Repúblicas Socialistas Soviéticas, no ano seguinte. Ao mesmo tempo, a parte ocidental do país permaneceu sob ocupação polonesa.
Diversas reformas agriculturais culminaram com a fase bielorrussa do processo de coletivização soviético, iniciado na década de 1920. Um rápido processo de industrialização foi implementado durante a década seguinte, nos moldes do modelo dos planos quinquenais soviéticos.
Em 1937, os serviços especiais soviéticos destruíram a maioria dos representantes da intelectualidade bielorrussa.
Em 1939 a Alemanha nazista e a União Soviética invadiram e ocuparam a Polônia, marcando o início da Segunda Guerra Mundial. A maior parte do nordeste daquele país, que até então havia sido polonês desde a Paz de Riga, duas décadas antes, foi anexada à RSS Bielorrussa, e passou a formar a Bielorrússia Ocidental. O Conselho Popular Bielorrusso, controlado pelos soviéticos, assumiu oficialmente o controle dos territórios, que tinham uma população majoritariamente bielorrussa, em 28 de outubro de 1939, na cidade de Białystok.
A Alemanha nazista invadiu a União Soviética em 1941 — a Fortaleza de Brest, que havia sido anexada em 1939, recebeu um dos golpes mais duros do início da guerra, com sua célebre defesa em 1941 sendo lembrada como um ato de heroísmo contra a agressão alemã. Estatisticamente, a RSS Bielorrussa foi a república soviética mais atingida pela guerra, e permaneceu sob o domínio nazista até 1944. Durante este período, a Alemanha destruiu 209 das 290 cidades da república, 85% da indústria do país, e mais de um milhão de edifícios. Estima-se que o número de vítimas tenha oscilado entre dois e três milhões (cerca de um quarto a um terço da população total), enquanto a população judaica do país foi totalmente devastada durante o Holocausto, e nunca mais se recuperou. A população da Bielorrússia só voltou a atingir os mesmos índices que apresentava antes da guerra em 1971.
Após o término da guerra, a Bielorrússia esteve oficialmente entre os 51 países fundadores da Carta das Nações Unidas, em 1945; juntamente com a Ucrânia, tinha direito a um voto adicional na ONU, separado do voto da União Soviética. Um processo de reconstrução intenso foi imediatamente iniciado; durante este período, a RSSB se tornou um dos principais centros industriais da região ocidental da URSS, com um número crescente de empregos e um influxo constante de migrantes russos. As fronteiras da RSSB e da Polônia foram redesenhadas, estabelecidas a partir de um ponto conhecido como a Linha Curzon.
Josef Stalin implementou uma política de sovietização, visando isolar a RSS Bielorrussa das "influências ocidentais". Esta política envolvia a transferência de indivíduos russos de diversos outros pontos da União Soviética, e colocando-os em posições-chave dentro do governo bielorrusso. O uso oficial da língua bielorrussa e outros aspectos da identidade cultural local eram rigorosamente limitados pelo governo em Moscou. Com a morte de Stalin, em 1953, seu sucessor, Nikita Khrushchev, continuou este processo, afirmando: "Quanto mais rapidamente todos nós começarmos a falar o russo, mais rapidamente construiremos o comunismo".

A RSS Bielorrussa ficou significativamente exposta à cinza nuclear resultante da explosão da usina nuclear de Chernobyl, na sua vizinha, a República Socialista Soviética Ucraniana, em 1986.
Em junho de 1988, na localidade rural de Kurapaty, próximo a Minsk, o arqueólogo Zyanon Paznyak, líder do Partido Conservador Cristão da Frente Popular Bielorrussa, descobriu sepulturas coletivas que continham cerca de 250 000 corpos de vítimas de execuções ocorridas entre os anos de 1937 a 1941. Alguns nacionalistas passaram a alegar que esta descoberta seria prova de que o governo soviético tinha tentado dizimar o povo bielorrusso, e passaram a buscar a independência.
Dois anos mais tarde, em março de 1990, foram realizadas as eleições para os assentos no Soviete Supremo da RSS Bielorrussa. Embora a Frente Popular Bielorrussa tenha obtido apenas 10% dos votos, o povo se contentou com a seleção dos delegados. A Bielorrússia se declarou um país soberano em 27 de julho de 1990, ao proclamar a Declaração de Soberania de Estado da Repúblcia Socialista Soviética Bielorrussa. Com o apoio o Partido Comunista local, seu nome foi alterado oficialmente para República da Bielorrússia em 25 de agosto de 1991. Stanislav Shushkevitch, presidente do Soviete Supremo da Bielorrússia, se encontrou com Bóris Iéltsin, da Rússia, e Leonid Kravtchuk, da Ucrânia, em 8 de dezembro do mesmo ano, na Floresta de Białowieża (Belavejskaya Pushtcha), para declarar formalmente a dissolução da União Soviética e a formação da Comunidade de Estados Independentes.
Uma constituição nacional foi adotada em março de 1994, na qual as funções de primeiro-ministro foram passadas para o presidente. Eleições em dois turnos para a presidência, realizadas em 24 de junho e 10 de julho de 1994 resultaram na vitória de Alexander Lukashenko, até então desconhecido, politicamente, com mais de 45% dos votos no primeiro turno e 80% no segundo, derrotando Vyatcheslav Kebitch, que obteve 14%. Lukashenko foi reeleito em 2001 e em 2006.
Em 1997, a Bielorrússia e Federação Russa ratificaram tratado que prevê a unificação das políticas externa, econômica e militar. No ano seguinte, a cotação do rublo bielorrusso caiu pela metade, e a crise que se instalou força o racionamento de alimentos. Um acordo para a unificação monetária e tributária foi assinado em 2008 com o governo russo.

## Geografia

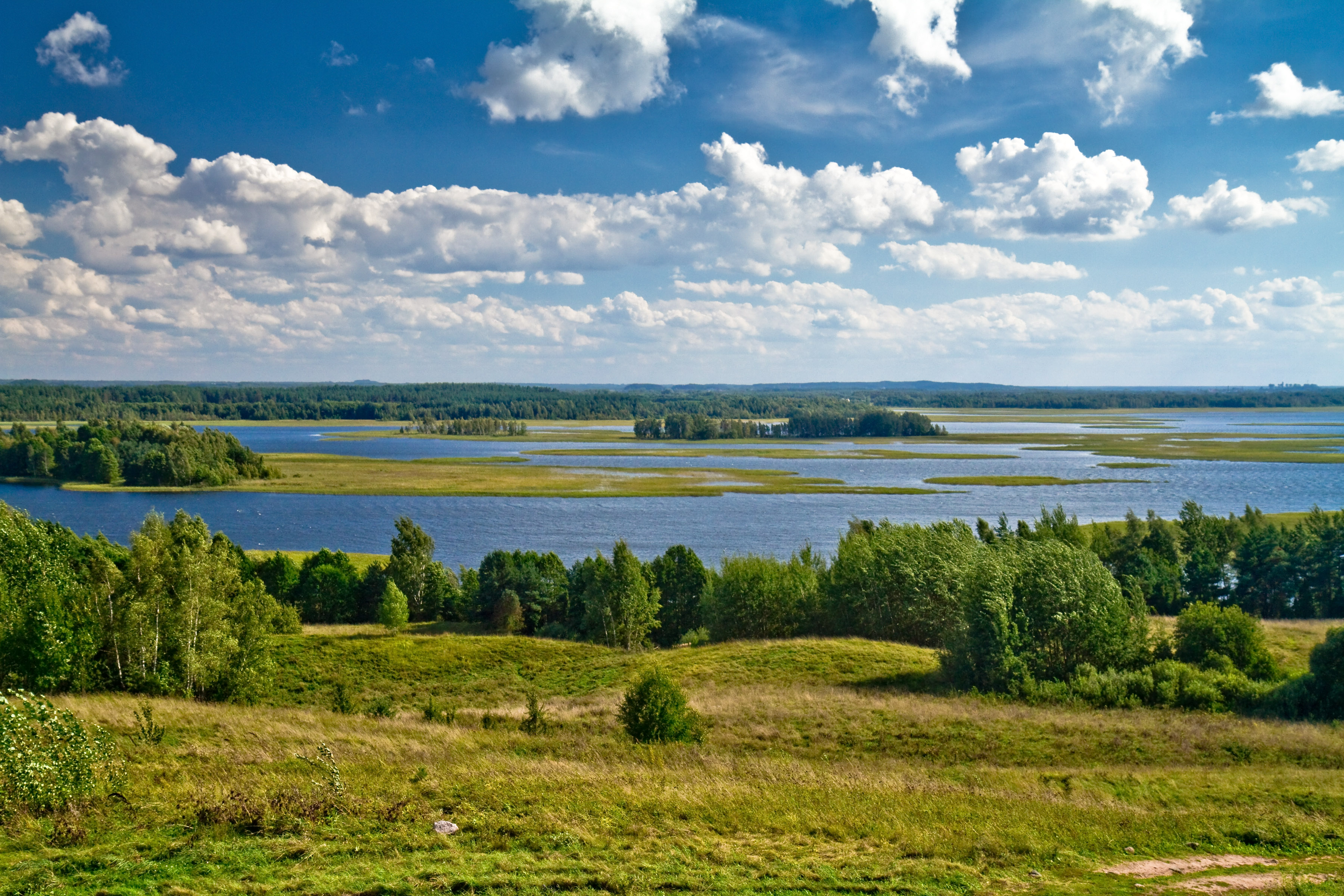
Lago Strusta, na província de Vitebsk

A Bielorrússia é um país sem saída para o mar, relativamente plano, com grandes extensões de terreno pantanoso. De acordo com uma estimativa feita em 2005 pela Organização das Nações Unidas, 40% do país está coberto por florestas. Diversos riachos e cerca de 11 000 lagos podem ser encontrados na Bielorrússia. Três grandes rios cortam o país: o Neman, o Pripyat, e o Dnieper. O Neman corre em direção oeste, rumo ao mar Báltico, enquanto o Pripyat vai para leste, rumo ao Dnieper, que por sua vez deságua no mar Negro.
O ponto mais elevado da Bielorrússia é o Dzyarzhynskaya Hara (Monte Dzyarzhynsk), com 345 m de altitude, e seu ponto mais baixo é o rio Neman, situado a 90 m. A altitude média do país é de 160 m acima do nível do mar. Seu clima apresenta invernos frios, com temperaturas médias, em janeiro, de −6 °C, e verões frescos e úmidos, com uma temperatura média de 18 °C. A Bielorrússia tem uma média de chuva anual de 550 a 700 mm. O país se situa na zona de transição entre o clima continental e o clima oceânico.

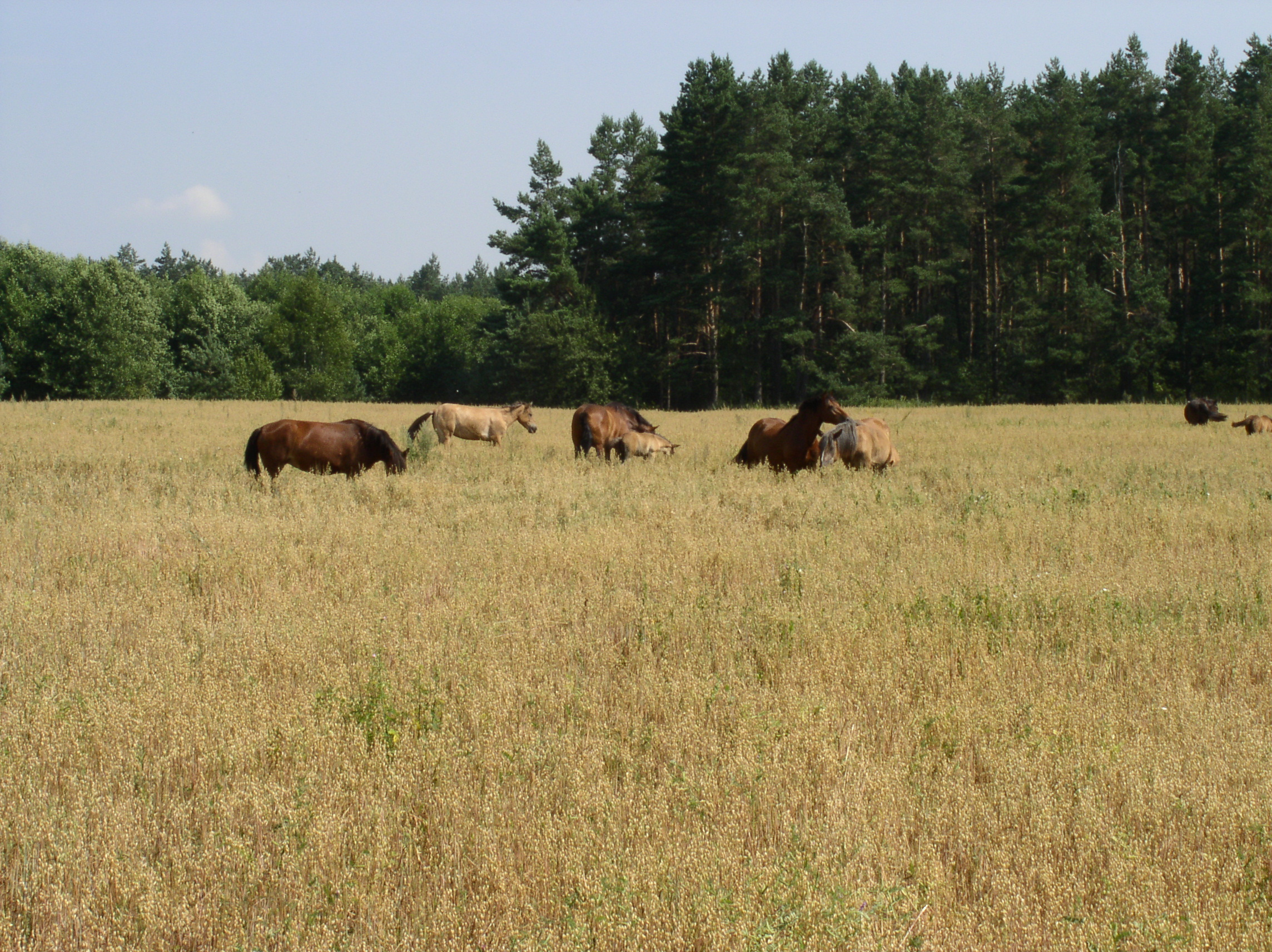
Cavalos pastando na província de Minsque

Entre os recursos naturais da Bielorrússia estão depósitos de turfa, pequenas quantidades de petróleo e gás natural, granito, dolomita (calcário), marga, giz, areia, cascalho e argila. Cerca de 70% da radiação resultante do desastre nuclear de Chernobyl, ocorrido em 1986 na vizinha Ucrânia, penetrou o território bielorrusso, e em 2005 cerca de um quinto das terras do país (especialmente fazendas e florestas nas províncias do sudeste) continuam a ser afetadas pela cinza nuclear. As Nações Unidas e outras agências internacionais procuraram reduzir o nível de radiação nas áreas afetadas, através do uso de substâncias retentoras de césio e do cultivo de colza, visando diminuir os níveis de césio 137 no solo.
A Bielorrússia faz fronteira com a Letônia, ao norte, com a Lituânia, a noroeste, a Polônia a oeste, a Rússia ao norte e leste e a Ucrânia ao sul. Tratados feitos em 1995 e 1996 demarcaram as fronteiras da Bielorrússia com a Letônia e a Lituânia, porém a Bielorrússia não ratificou um tratado de 1997 que estabelecia a fronteira Bielorrússia-Ucrânia. A Bielorrússia e a Lituânia ratificaram os documentos que estabeleceram de maneira final a demarcação de suas fronteiras em fevereiro de 2007.

## Ambiente
As florestas bielorrussas ocupam 40% da superfície do país. São limpas, bem gerenciadas e altamente protegidas.
A Constituição estipula que as florestas pertencem ao Estado; portanto, não há florestas privadas no país. Entretanto, algumas áreas florestais são arrendadas a empresas internacionais. A extração de madeira é altamente regulamentada a fim de manter a cobertura florestal estável e muitas áreas são protegidas. O alto número de guardas florestais e um nível relativamente baixo de corrupção permite que o país aplique suas leis melhor do que muitos de seus vizinhos, tais como Rússia, Ucrânia ou Polônia.
A política de proteção florestal é de longa data. O corte maciço de madeira começou a corroer gravemente as florestas do país no início do século XX. Em 1945, eles haviam sido reduzidos a 25% do território da Bielorrússia. Entretanto, a partir dos anos 1950, a política ambiental do regime soviético enfatizou o equilíbrio entre a exploração e a proteção dos recursos naturais, de modo que no início dos anos 1990 o país havia voltado para a área florestal do início do século.
A Floresta de Białowieża é um Patrimônio Mundial da UNESCO desde 1992. Considerada "a última floresta primária da Europa", foi usada como campo de caça pela aristocracia russa já no século XV. Durante o período soviético, após a Segunda Guerra Mundial, ela se tornou uma área protegida, uma vitrine da política ecológica do regime comunista. Um refúgio para muitos mamíferos (notadamente o bisonte europeu), só ele concentra 70% da flora da Bielorrússia.

## Demografia
Indivíduos de etnia bielorrussa constituem 81,2% do total da população do país. Os outros principais grupos étnicos são os russos (11,4%), poloneses (3,9%) e ucranianos (2,4%) Os dois idiomas oficiais do país são o russo e o bielorrusso; O russo é o principal idioma, utilizado por 72% da população, enquanto o bielorrusso, segunda língua oficial, é utilizado apenas por 11,9%. O polonês, o ucraniano e o iídiche oriental também são falados por minorias.
A Bielorrússia tem uma densidade populacional de cerca de 50 hab./km2; 71,7% do total de sua população está concentrado nas áreas urbanas. Minsk, a capital e maior cidade do país, é lar de 1 741 400 dos 9 724 700 habitantes da Bielorrússia. Gomel, com 481 000 habitantes, é a segunda maior cidade do país, e capital do Voblast de Homel. Outras grandes cidades são Mogilev (365 100), Vitebsk (342 400), Hrodna (314 800) e Brest (298 300).
Como muitos outros países europeus, a Bielorrússia tem um crescimento populacional negativo, e uma taxa negativa de crescimento natural. Em 2007 a população do país diminuiu em 0,41% e sua taxa de fertilidade era de 1,22. Sua taxa bruta de migração é de +0,38 por 1 000, indicando que a Bielorrússia tem uma imigração levemente superior à sua emigração. Em 2007, 69,7% da população do país tinha entre 14 e 64 anos de idade; 16% tem menos de 14, e 14,6% tem mais de 65. Sua população também está envelhecendo; enquanto a idade média atualmente é de 37, estima-se que a idade média dos bielorrussos estará entre 55 e 65 anos em 2050. Existem cerca de 0,88 homens para cada mulher no país.
A expectativa de vida média é de 68,7 anos (63,0 para homens e 74,9 para as mulheres). Mais de 99% dos bielorrussos são alfabetizados.

### Religião

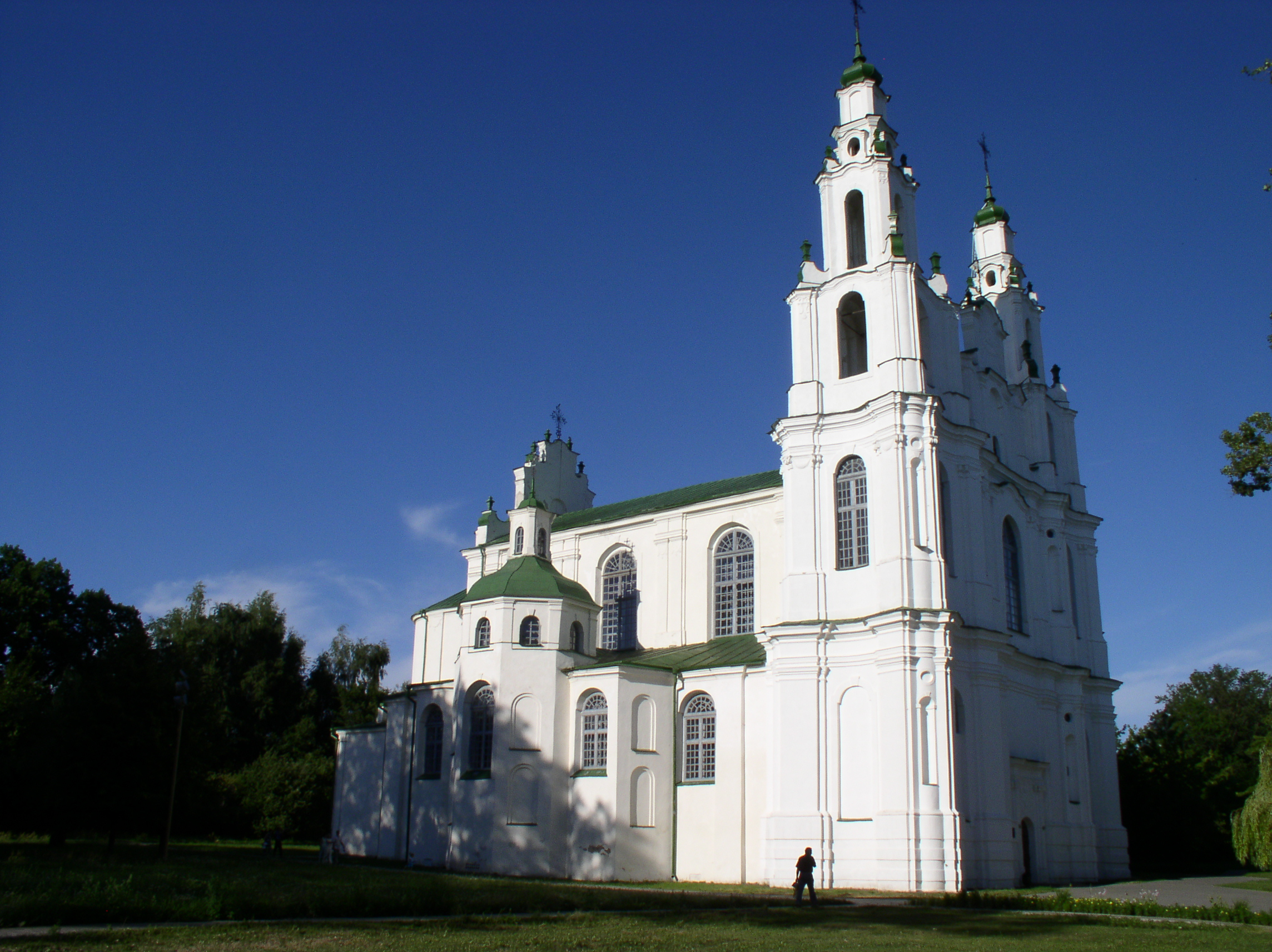
Catedral de Santa Sofia, em Polotsk

Historicamente, a Bielorrússia teve a predominância de diferentes religiões, principalmente o cristianismo ortodoxo, o catolicismo (especialmente nas regiões ocidentais), diferentes denominações do protestantismo (especialmente durante o período de união com a Suécia protestante). Grandes minorias praticam o judaísmo e outras religiões. Diversos bielorrussos se converteram à Igreja Ortodoxa Russa depois que a Bielorrússia foi anexada pela Rússia, após a partilha da Comunidade Polonesa-Lituana. Como consequência, a ortodoxia russa tem atualmente mais adeptos que as outras denominações cristãs.
A minoria católica romana do país, que forma cerca de 10% da população do país, e se concentra na parte ocidental do país, especialmente em torno de Hrodna, e é formada por uma mistura de bielorrussos e da minoria polonesa e lituana do país. Cerca de 1% da população pertence à Igreja Greco-Católica Bielorrussa. Atualmente, o país tem a maior proporção de católicos romanos em toda a Europa do Leste.
A Bielorrússia já foi um dos grandes centros judaicos da Europa, com até 10% da população pertencendo à religião em determinado ponto de sua história, porém a população de judeus foi reduzida drasticamente pelas guerras, fomes, o Holocausto e a imigração subsequente; hoje em dia os judeus formam uma minoria bem pequena, de cerca de 1% ou menos. Os tártaros de Lipka, muçulmanos, totalizam mais de 15 000 indivíduos. De acordo com o Artigo 16 da Constituição da Bielorrússia, o país não tem religião oficial. Embora a liberdade de religião seja estabelecida no mesmo artigo, organizações religiosas tidas como ameaçadoras ao governo, à ordem social ou ao país podem ser proibidas.

### Idiomas
O bielorrusso é uma língua derivada da língua eslávica oriental, aparentada ao russo e ao ucraniano. Sob comando soviético, 80% das crianças foram ensinadas exclusivamente em russo, e russo era a língua oficial para todos os negócios e transações governamentais. Os nomes das ruas agora estão mudando e a educação está enfatizando mais a história e a literatura do país. Entretanto, russo é uma língua muito falada.
As duas línguas oficiais do país são o russo e o bielorrusso. O russo é a língua mais usada no ambiente familiar, utilizada por 70% da população, enquanto o bielo-russo, a primeira língua oficial, é falado por cerca de 23% da população. As minorias também falam polonês, ucraniano e iídiche oriental. O bielorrusso, embora não seja tão amplamente usado como o russo, é a língua materna de 53,2% da população, enquanto o russo é a língua materna de apenas 41,5%.

## Política

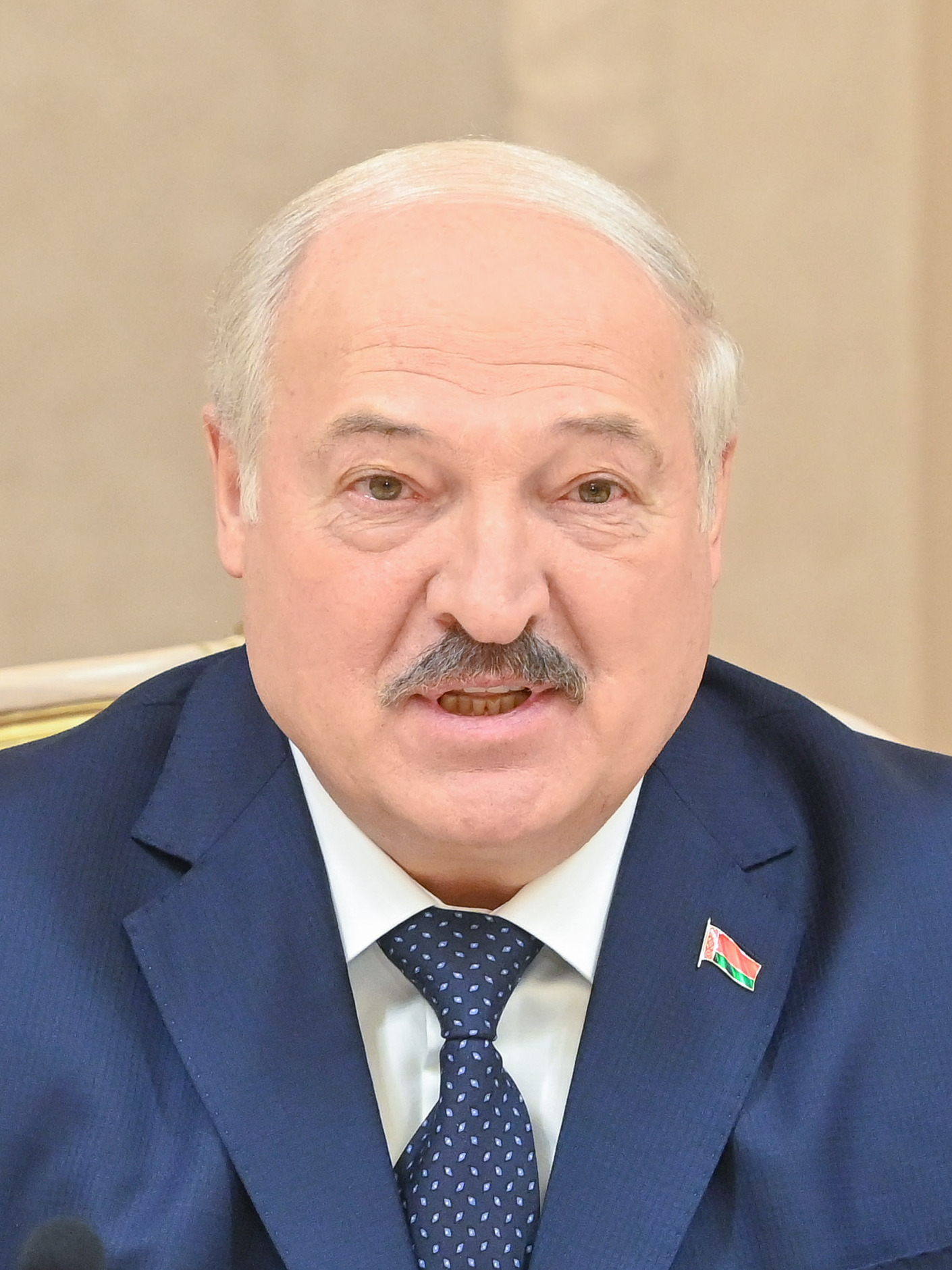
Aleksandr Lukashenko, Presidente do país desde 1994

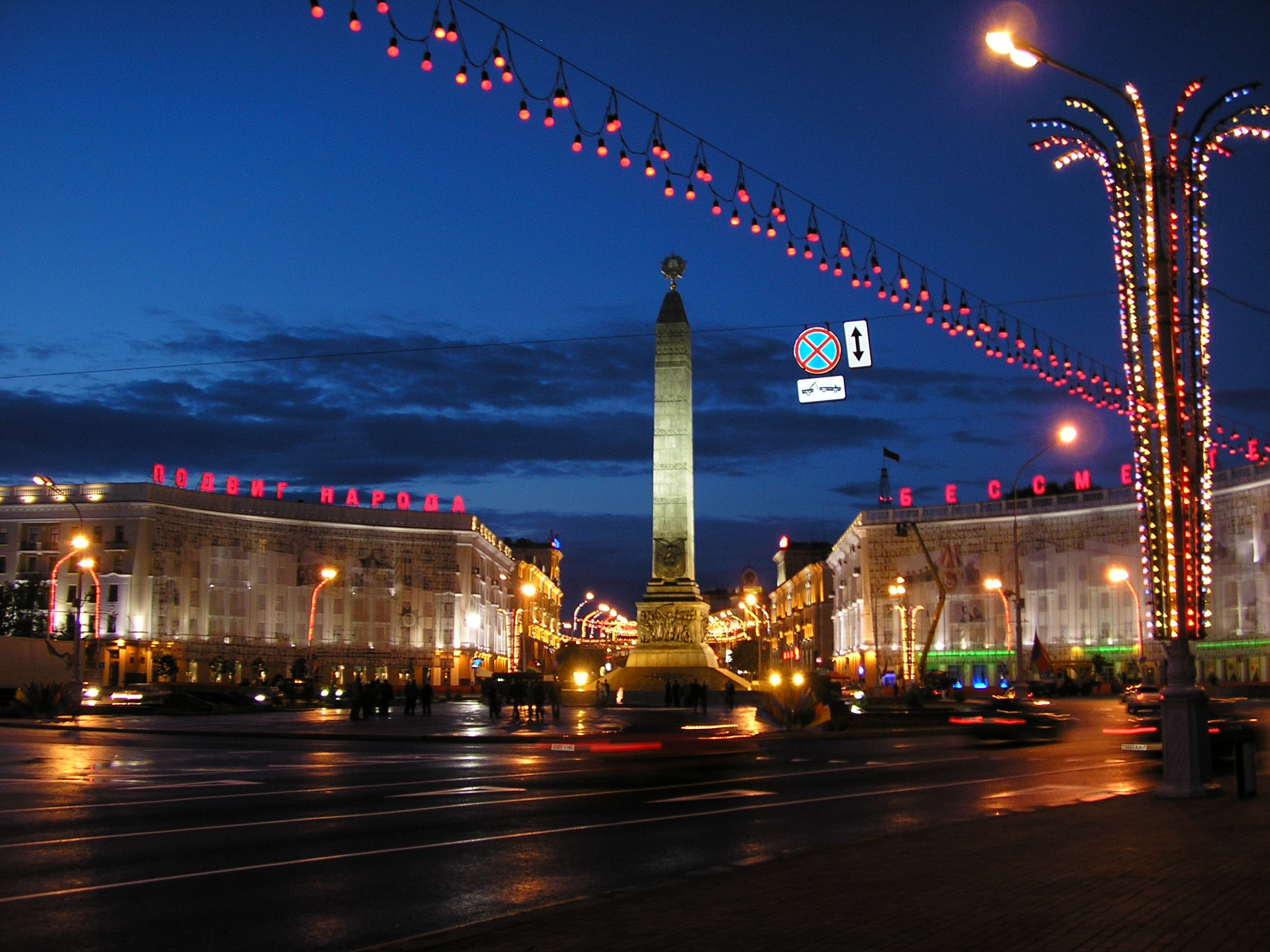
Praça da Vitória, Minsk

A Bielorrússia é uma república presidencial, governada por um presidente e por uma assembleia nacional. De acordo com a constituição de 1994 do país, o presidente é eleito a cada cinco anos. No entanto, depois de uma eleição disputada em 1996, este mandato passou de cinco para sete anos. A Assembleia Nacional é um parlamento bicameral que compreende a Casa dos Representantes (câmara baixa), com 110 assentos, e o Conselho da República (câmara alta), com 64 assentos.
A Casa dos Representantes tem o poder de indicar o primeiro-ministro, fazer emendas constitucionais, convocar um voto de confiança ao primeiro-ministro, e dar sugestões a respeito das políticas domésticas e externas. O Conselho da República tem o poder de escolher diversos oficiais governamentais, conduzir um julgamento de impeachment do presidente, e aceitar ou rejeitar as propostas aprovadas pela Casa dos Representantes. Cada câmara tem capacidade de vetar qualquer lei sancionada por oficiais locais, se estiver em desacordo com a Constituição da Bielorrússia.
Desde 1994 Alexander Lukashenko é o presidente da Bielorrússia. O governo inclui um Conselho de Ministros, chefiado pelo primeiro-ministro e por cinco vice primeiros-ministros. Os membros deste conselho não precisam ser membros do parlamento, e são indicados pelo presidente. O Poder Judiciário compreende o Tribunal Supremo, e tribunais especializados como o Tribunal Constitucional, que lida com questões específicas relacionadas às leis constitucionais e comerciais. Os juízes dos supremos tribunais são indicados pelo presidente e confirmados pelo Conselho da República. Para casos criminais, a instância apelativa mais alta é o Supremo Tribunal. A constituição bielorrussa proíbe o uso de tribunais especiais extra-judiciários.
Em 2007, 98 dos 110 membros da Casa dos Representantes não tinham afiliação com qualquer partido político, e dos 12 restantes 8 pertenciam ao Partido Comunista da Bielorrússia, três ao Partido Agrário, e um ao Partido Liberal Democrático. A maior parte dos parlamentares sem filiação partidária representam uma série de organizações sociais, como sindicatos trabalhistas, associações públicas e organizações da sociedade civil.
Nem os partidos que apoiam Lukashenko, como o Partido Socialista Esportista Bielorrusso e o Partido Republicano do Trabalho e Justiça, nem a Coalizão Popular 5 Mais dos partidos de oposição, como a Frente Popular Bielorrussa e o Partido da União Civil da Bielorrússia, conseguiram conquistar assentos nas eleições de 2004. Grupos como a Organização pela Segurança e Cooperação na Europa (OSCE) declararam que as eleições não teriam sido livres, apontando como evidências os resultados magros dos partidos de oposição, e a parcialidade pró-governamental nos meios de comunicação.
Na eleição presidencial de 2006, Lukashenko teve como opositores Alaksandar Milinkievič, candidato que representava uma coligação de partidos de oposição, e Alaksandar Kazulin, dos social-democratas. Kazulin foi detido e espancado pela polícia durante protestos envolvendo a Assembleia Popular Pan-Bielorrussa. Lukashenko venceu a eleição com 80% dos votos; a Federação Russa e a Comunidade de Estados Independentes declararam as eleições "livres e justas", enquanto a OSCE e outras organizações declararam-nas "fraudulentas".

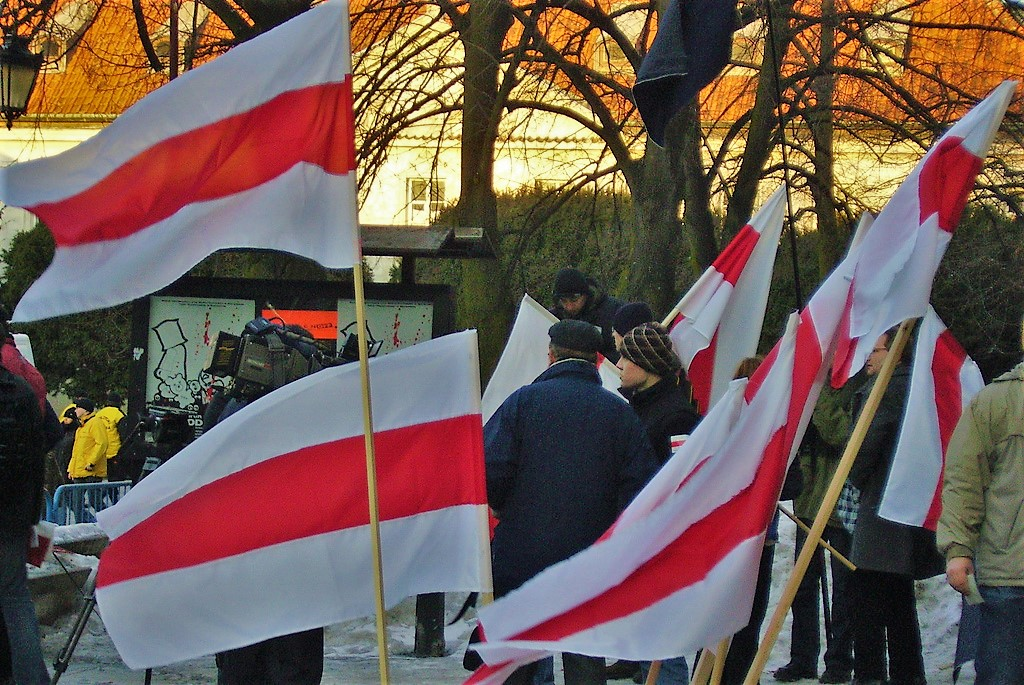
Bandeira do país entre 1991 e 1995, utilizada como símbolo pela oposição bielorrussa

Lukashenko descreveu a si próprio como tendo um "estilo de governo autoritário". Diversos países ocidentais descreveram a Bielorrússia sob o domínio de Lukashenko como uma ditadura; o governo acusou as mesmas potências ocidentais de tentar removê-lo do poder. O Conselho da Europa proibiu a filiação da Bielorrússia desde 1997, devido às irregularidades nas eleições do país, tanto no referendo constitucional quanto nas eleições presidenciais realizadas em novembro de 1996. O governo da Bielorrússia também é criticado por violações aos direitos humanos e por ações contra organizações não governamentais, jornalistas independentes, minorias nacionais e políticos de oposição.
A Bielorrússia é a única nação da Europa que ainda aplica a pena de morte como punição para determinados crimes durante períodos de paz. A constituição do país também foi alterada por Lukashenko, em 2004, ampliando o limite de dois mandatos para cada presidente. Anteriormente, em 1996, Lukashenko havia convocado uma polêmica eleição que ampliou a duração do mandato presidencial de cinco para sete anos, aprovada pelos eleitores. Durante depoimento ao Comitê de Relações Externas do Senado dos Estados Unidos, a ex-secretária de Estado norte-americana Condoleezza Rice descreveu a Bielorrússia como uma das seis nações que funcionam como bastiões da tirania". Como resposta, o governo bielorrusso afirmou que a declaração estava "bem longe da realidade".

### Relações internacionais

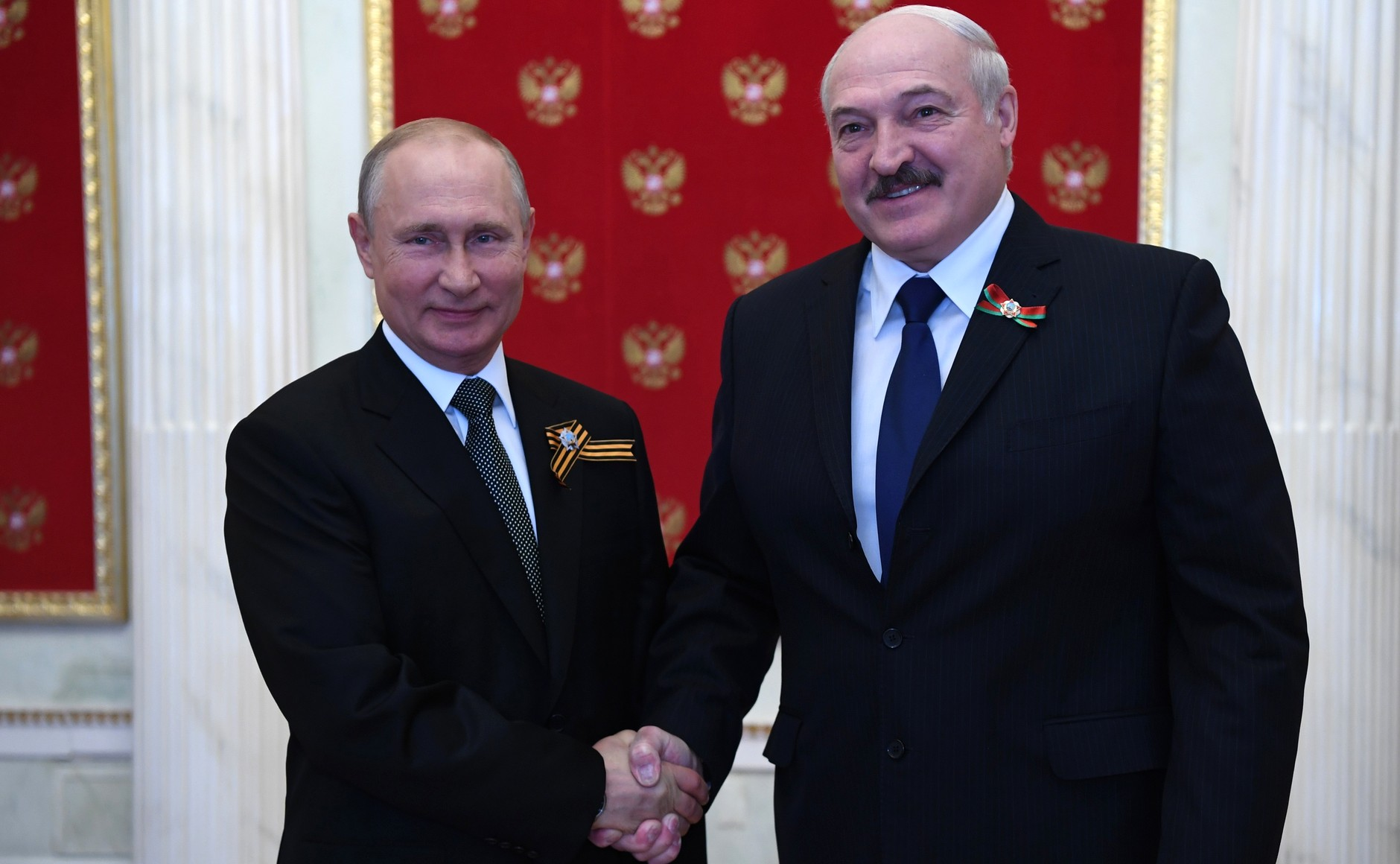
Alexander Lukashenko (direita) cumprimentando Vladimir Putin (presidente da Rússia) em 2020

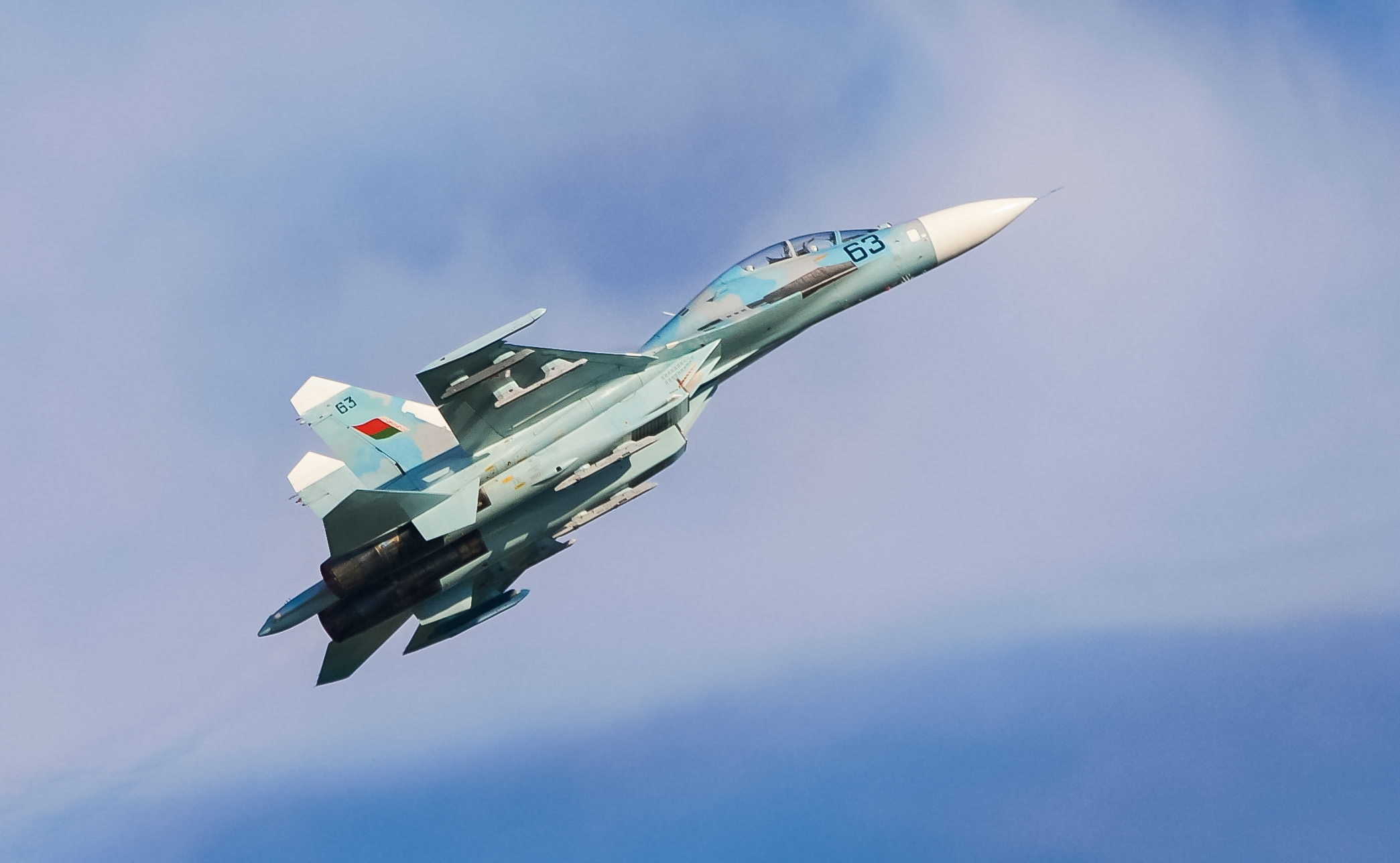
Um Su-27UBM bielorrusso

A Bielorrússia e a Rússia têm sido parceiros comerciais e aliados diplomáticos desde o fim da União Soviética. A Bielorrússia é dependente da Rússia, tanto para importações de matéria-prima quanto para o seu mercado de exportação. A União da Rússia e Bielorrússia, uma confederação supranacional, foi criada com uma série de tratados feitos entre 1996 e 1999 que estabeleceram uma meta de união monetária, direitos iguais, cidadania única e uma política comum de defesa e relações externas. O futuro da União, no entanto, está em xeque, devido às adiações corriqueiras da questão da união monetária feitas pela Bielorrússia, à falta de uma data para o referendo sobre uma constituição, e uma disputa entre 2006 e 2008 a respeito do comércio de petróleo.
Em 11 de dezembro de 2007 surgiram relatórios de que um plano estrutural para o novo Estado estaria sendo discutido pelos dois países. Em 27 de maio de 2008, o presidente Lukashenko afirmou que havia nomeado o primeiro-ministro russo, Vladimir Putin, como "primeiro-ministro" da aliança Rússia-Bielorrússia. O significado da medida não ficou claro imediatamente; surgiram especulações, no entanto, de que Putin poderia se tornar o presidente de um estado unificado entre os dois países após deixar o cargo da presidência de seu próprio país, em maio de 2008, o que não veio a ocorrer.
A Bielorrússia foi um dos membros fundadores da Comunidade de Estados Independentes (CEI); no entanto, outros membros da CEI questionaram a validade da organização. A Bielorrússia tem acordos comerciais com diversos dos Estados-membros da União Europeia (apesar do banimento, em vigor em diversos países da UE, de Lukashenko e outros dos principais funcionários governamentais), bem como seus vizinhos, Lituânia, Polônia e Letônia (quase todos membros da UE).
O banimento da União Europeia a viagens de Lukashenko para seus países foi interrompido, no passado, para permitir que ele frequentasse determinadas reuniões diplomáticas, e como uma maneira de tentar estimular os governo e os grupos de oposição ao diálogo.

Símbolo do Ministério da Defesa

As relações bilaterais da Bielorrússia com os Estados Unidos estão desgastadas, devido ao apoio dado pelo Departamento de Estado americano a diversas organizações não governamentais antiLukashenko, e porque o governo bielorrusso têm dificultado a operações no país de organizações que tenham sede nos Estados Unidos. O Ato da Democracia na Bielorrússia, de 2004, deu sequência a esta situação, autorizando o direcionamento de fundos para o que os Estados Unidos consideram ser ONGs que apoiem a democracia no país, e proibindo empréstimos para o governo bielorrusso (com exceção de dinheiro destinado a propósitos humanitários). Apesar disto, as duas nações têm cooperado em diversos pontos, como a proteção à propriedade intelectual, a prevenção ao tráfico de seres humanos e crimes tecnológicos, e o auxílio a desastres naturais.
A Bielorrússia tem aumentado sua cooperação com a República Popular da China, fortalecida pela visita pelo presidente Lukashenko ao país oriental em outubro de 2005. A Bielorrússia tem fortes ligações com a Síria, considerada por Lukashenko um parceiro crucial do seu país no Oriente Médio. Além da CEI, a Bielorrússia também faz parte da Comunidade Econômica da Eurásia e da Organização para o Tratado de Segurança Coletiva. O país pertence ao Movimento Não Alinhado desde 1998 e é membro da Organização das Nações Unidas desde sua fundação, em 1945. A Bielorrússia também faz parte da Organização para a Segurança e Cooperação na Europa (OSCE); como membro da organização, os compromissos internacionais do país estão sujeitos ao monitoramento, sob o mandato da Comissão Helsinque dos Estados Unidos.

### Forças armadas

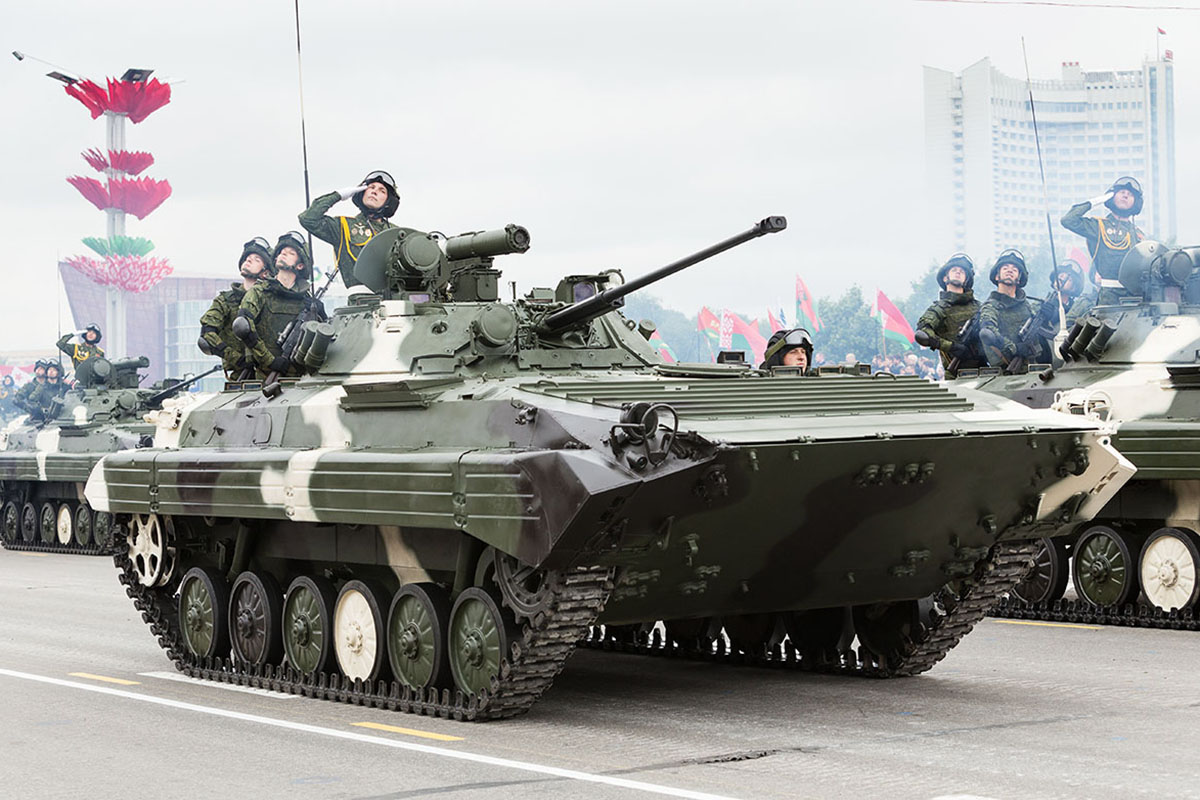
Blindados do Exército Bielorrusso

As Forças Armadas da Bielorrússia têm três divisões: o exército, a força aérea e o estado-maior conjunto do Ministério da Defesa. O coronel-general Leonid Maltsev chefia o Ministério da Defesa, e Alexander Lukashenko (como presidente) ocupa o cargo de comandante-em-chefe. As forças armadas do país foram formadas em 1992, utilizando-se de partes das antigas Forças Armadas Soviéticas que se encontravam no território. A transformação das forças ex-soviéticas nas Forças Armadas da Bielorrússia, completada em 1997, envolveu a redução do número de soldados para 30 000, e a reestruturação de sua liderança e de suas formações militares.
A maior parte dos membros dos forças armadas bielorrussas são conscritos, que servem por 12 meses se tiverem educação superior, ou por 18, se não a tiverem. Diminuições demográficas nos bielorrussos em idade para o recrutamento, no entanto, aumentaram a importância de soldados contratados, que totalizavam 12 mil em 2001. Em 2005, cerca de 1,4% do produto interno bruto da Bielorrússia era destinado aos gastos militares. A Bielorrússia não expressou intenção de se filiar à OTAN, porém participa de seu Programa de Parcerias Individuais desde 1997, e o país oferece seu espaço aéreo e apoio logístico para a missão da ISAF no Afeganistão. A Bielorrússia começou a cooperar com a OTAN após assinar documentos garantindo sua participação no programa de Parceria pelo Programa da Paz, da organização, em 1995. O país, no entanto, não pode se filiar a organização na medida em que pertence à Organização do Tratado de Segurança Coletiva.

### Direitos Humanos e corrupção
A classificação do Índice de Democracia da Bielorrússia é a mais baixa da Europa, o país é rotulado como "não livre" pela Freedom House, como "reprimido" no Índice de Liberdade Económica, e é classificado como o pior país para a liberdade de imprensa na Europa no Índice de Liberdade de Imprensa 2021 publicado pelos Repórteres Sem Fronteiras, que classifica a Bielorrússia em 158º lugar num total de 180 nações. O governo bielorrusso é também criticado por violações dos direitos humanos e pela sua perseguição a organizações não governamentais, jornalistas independentes, minorias nacionais e políticos da oposição.
Lukashenko anunciou uma nova lei em 2014 que proibirá os trabalhadores kolkhoz (cerca de 9% da força de trabalho total) de deixarem livremente os seus empregos -uma mudança de emprego e de local de habitação exigirá a autorização dos governadores. A lei foi comparada com a servidão pelo próprio Lukashenko: "Não esperem mais liberdade ilimitada". Regulamentos semelhantes foram introduzidos para a indústria madeireira em 2012.
A Bielorrússia é o único país europeu que ainda tem a pena capital.
A 23 de maio de 2021, as autoridades bielorrussas desviaram à força para Minsk um voo da Ryanair que seguia de Atenas para Vilnius a fim de deter o ativista da oposição e jornalista Raman Pratasevich juntamente com a sua namorada; em resposta, a União Europeia impôs sanções mais severas à Bielorrússia.

## Subdivisões

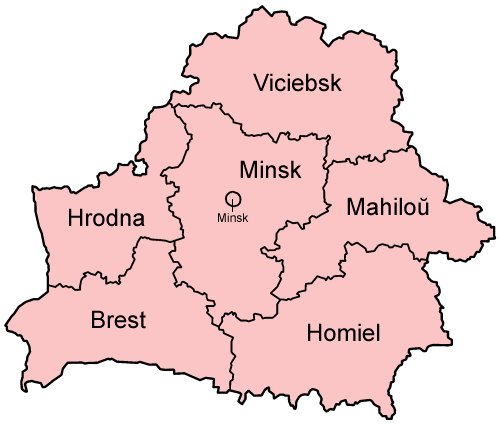
Províncias da Bielorrússia

A Bielorrússia está dividida em seis voblasts (em bielorrusso: voblastsi, singular voblasts — na época da União Soviética: oblasti, singular oblast), "províncias", que recebem o nome das cidades que lhes servem como centros administrativos. Cada voblast tem uma autoridade legislativa provincial, chamada de oblsovet ("conselho do voblast"), eleito pelos habitantes do voblast, e um autoridade executiva provincial, cujo líder é indicado pelo presidente. Os voblasts são subdivididos, por sua vez, em raions (comumente traduzidos como "distritos" ou "regiões").
Da mesma maneira, cada raion tem sua própria autoridade legislativa (raisovet, ou "conselho do raion"), eleito pelos seus residentes, e uma autoridade executiva, indicada por instâncias superiores do poder executivo. Em 2002 existiam seis voblasts, 118 raions, 102 cidades e 108 assentamentos urbanos. A cidade de Minsk, capital do país, se divide em nove distritos e recebe um status especial, devido à sua função de capital nacional. A Cidade de Minsk é gerida por um comitê executivo e recebeu do governo nacional um estatuto de autonomia.
Voblasts (com centros administrativos):
1. Voblast de Brest (Brest)
2. Voblast de Homiel (Gomel)
3. Voblast de Hrodna (Grodno)
4. Voblast de Mahilyow (Mogilev)
5. Voblast de Minsk (Minsque)
6. Voblast de Vitsebsk (Vitebsk)

Distrito administrativo especial:
1. Cidade de Minsque

## Economia

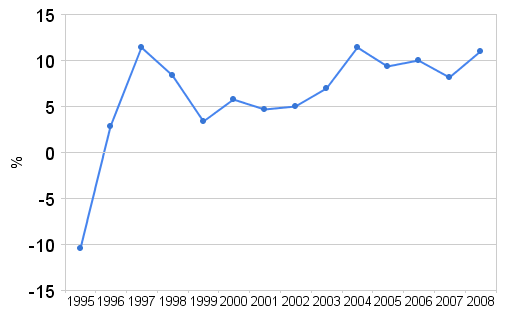
Crescimento do PIB bielorrusso desde 1995, e estimativa para 2008

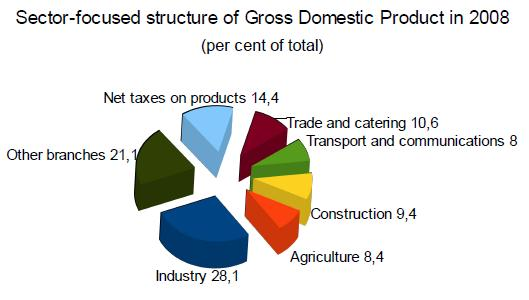
Esquema mostrando a economia bielorrussa dividida em setores (em inglês)

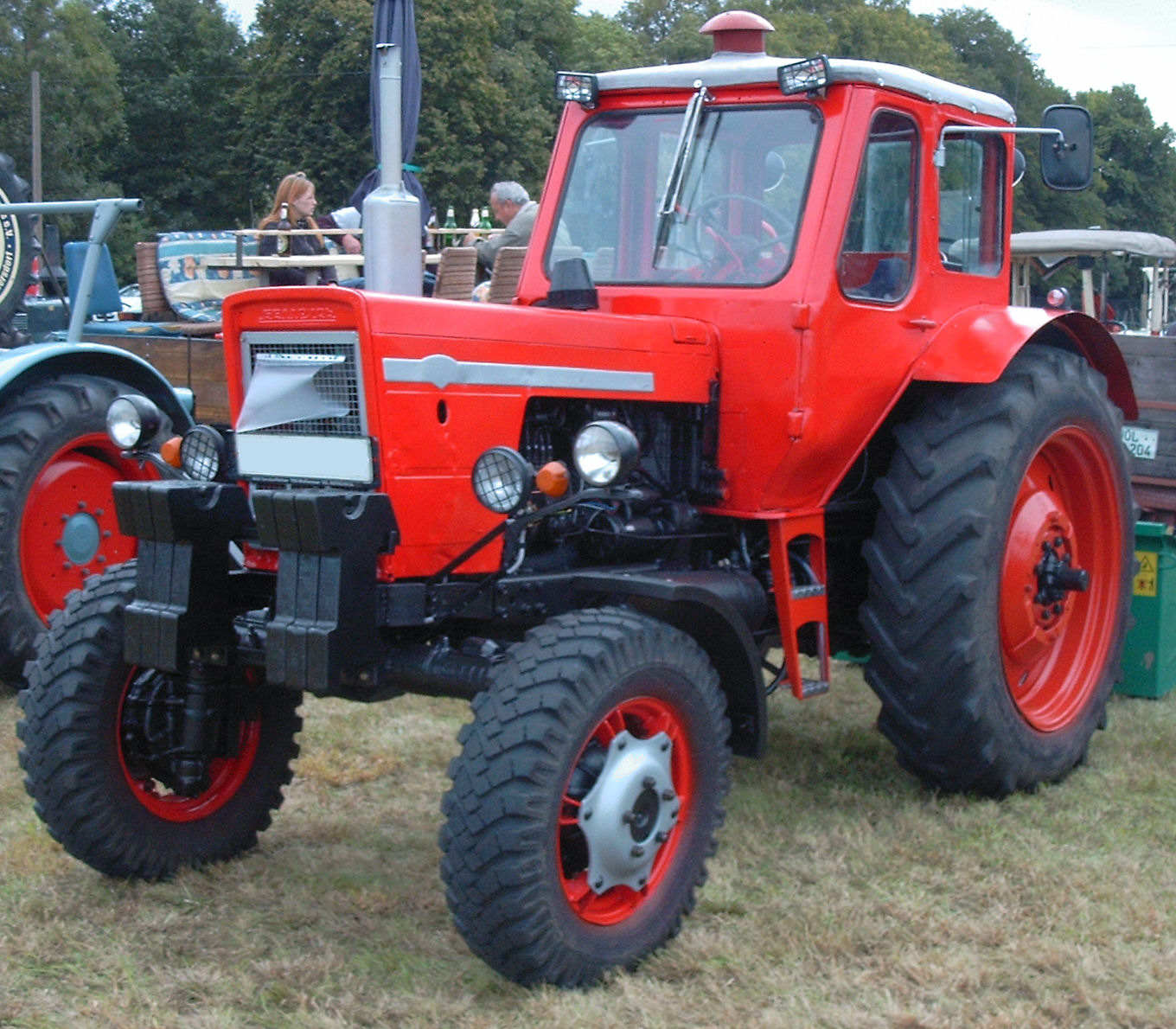
Trator fabricado na Bielorrússia

A maior parte da economia bielorrussa continua a ser controlada pelo Estado, ou seja, ainda planificada como no período da URSS e foi descrita como de "estilo soviético". É considerado então um país tecnicamente socialista. 51,2% dos bielorrussos são empregados das companhias estatais, 47,4% são empregados de empresas bielorrussas privadas (dos quais 5,7% são ao menos em parte propriedade de empresas estrangeiras), 1,4% são empregados de empresas estrangeiras. O país depende da importação de determinados produtos, como o petróleo, da Rússia. Entre seus principais produtos agriculturais estão batatas e derivados do gado, incluindo carne.
Na agricultura, em 2018, o país era um dos 5 maiores produtores do mundo de triticale e centeio, além de ter grandes produções de batata, maçã, aveia, beterraba-sacarina, trigo, milho, cevada, colza, entre outros produtos. Na pecuária, o país era, em 2019, um dos 25 maiores produtores do mundo de leite de vaca e tinha boas produções de carne de frango, carne suína e carne bovina, entre outros. As maiores exportações de produtos agropecuários processados do país em termos de valor, em 2019, foram: queijo (U$ 1 bilhão), carne bovina (U$ 500 milhões), manteiga (U$ 377 milhões), leite desnatado (U$ 285 milhões), carne de frango (U$ 267 milhões), óleo de colza (U$ 204 milhões), leite de vaca (U$ 168 milhões), coalhada (U$ 150 milhões), açúcar (U$ 122 milhões), soja (U$ 106 milhões), bebidas alcoólicas (U$ 103 milhões), entre outros.
A partir de 1994, as principais exportações do país passaram a ser maquinário pesado (especialmente tratores), produtos agriculturais e de energia. A Bielorrússia teve a 63ª indústria mais valiosa do mundo (US$ 13,4 bilhões) em 2019, de acordo com o Banco Mundial. Neste ano, o país teve uma pequena produção de veículos (30,4 mil, 43º maior produtor mundial), foi o 40ª maior produtor de aço (2,7 milhões de toneladas) e o 13º maior produtor de manteiga. Historicamente, entre os importantes ramos da indústria bielorrussa estão a indústria têxtil e o processamento de madeira. Com a dissolução da União Soviética, em 1991, a Bielorrússia passou a ser um dos estados mais desenvolvidos industrialmente do mundo em termos da percentagem do produto interno bruto (PIB), bem como o mais rico dos estados da Comunidade de Estados Independentes (CEI). Economicamente, a Bielorrússia acabou por fazer parte da CEI, da Comunidade Econômica da Eurásia e da União com a Rússia.
Durante a década de 1990, no entanto, a produção industrial despencou devido à diminuição das importações, dos investimentos, e da demanda pelos produtos exportados nos tradicionais parceiros comerciais da Bielorrússia. Somente em 1996 o PIB voltou a subir; isto coincidiu com o período em que o governo colocou mais ênfase na utilização do PIB para medidas de assistência social e subsídios estatais. O PIB de 2006 foi de 83,1 bilhões de dólares em dólares PPC (estimativa), ou cerca de 8 100 dólares per capita. Em 2005, o PIB aumentou cerca de 9,9%, e a taxa de inflação teve uma média de 9,5%.
Desde 2006 o principal parceiro comercial da Bielorrússia tem sido a Rússia, com cerca de metade do total de comércio exterior do país, seguido pela União Europeia, com quase um terço do total. Por não ter defendido adequadamente os direitos trabalhistas, no entanto, a Bielorrússia perdeu, em 21 de junho de 2007, seu status dentro do Sistema Geral de Preferências da União Europeia o que fez com que suas taxas de importação voltassem aos níveis que tinham anteriormente, de nação mais favorecida. A Bielorrússia se filiou à Organização Mundial de Comércio em 1993.

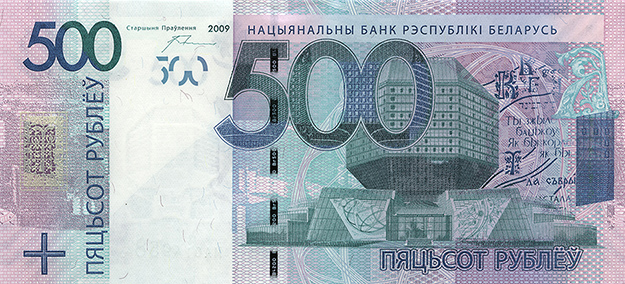
Obverso da nota de 500 rublos bielorrussos (BYR), a moeda nacional

A força de trabalho do país consiste de mais de quatro milhões de pessoas, dos quais as mulheres têm, por uma pequena margem de diferença, mais empregos que os homens. Em 2005, quase um quarto da população tinha empregos em fábricas industriais. Outras fontes de emprego são a agricultura, a manufatura, o comércio e a educação. A taxa de desemprego, de acordo com as estatísticas do governo bielorrusso, era por volta de 1,5% em 2005; o número de desempregados era de 679 000, dos quais dois terços eram mulheres. Esta taxa está em queda desde 2003.
A moeda da Bielorrússia é o rublo bielorrusso (BYR), introduzida em maio de 1992 para substituir o rublo soviético. Foi reintroduzido, com novos valores, em 2000, e tem sido usado desde então. Como parte da União da Rússia e Bielorrússia, ambos os Estados discutiram a adoção de uma moeda única, nos mesmos moldes do euro, o que levou à proposta de descontinuação do rublo bielorrusso, em favor do rublo russo (RUB). Desde agosto de 2007, o Banco Nacional da República da Bielorrússia deixou de fixar o rublo bielorrusso à moeda russa. O sistema bancário da Bielorrússia é composto de 30 bancos estatais e um privado.

## Cultura

### Literatura

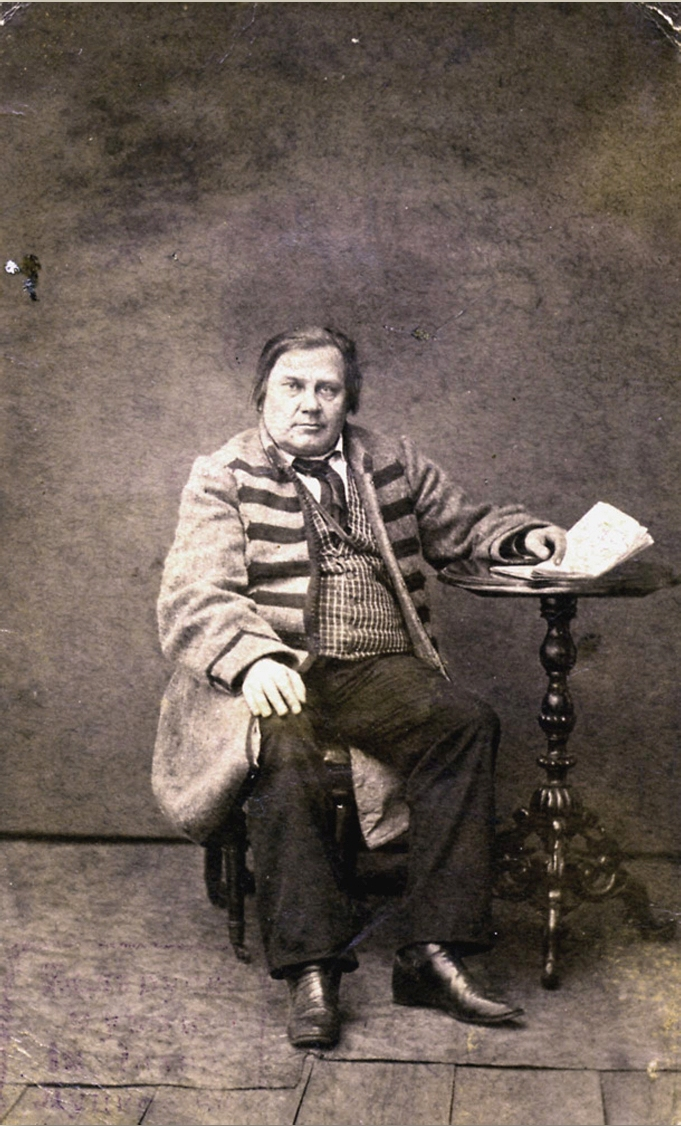
O escritor Vintsent Dunin-Martsinkyevitch

A literatura bielorrussa se inicia com os escritos religiosos do período entre os séculos XI e XIII; a poesia de Cirilo de Turau, do século XII, é representativa do período. No século XVII o poeta bielorrusso Simeão de Polatsk introduziu o barroco como um estilo da literatura russa. Por volta do século XVI Francysk Skaryna, residente de Polócia, traduziu a Bíblia para o bielorrusso; a tradução foi publicada em Praga e Vilnius entre 1517 e 1525, tornando-se o primeiro livro a ser impresso na Bielorrússia e no resto do Leste Europeu. O período moderno da literatura bielorrussa se iniciou no fim do século XIX; um importante escritor foi Yanka Kupala. Diversos escritores bielorrussos do período, como Uładzimir Žyłka, Kazimir Svayak, Yakub Kolas, Źmitrok Biadula e Maksim Haretski, escreveram para um jornal em bielorrusso chamado Nasha Niva, publicado em Vilnius.
Após a incorporação da Bielorrússia na União Soviética, o governo soviético assumiu o controle dos assuntos culturais da república. O desenvolvimento livre da literatura ocorreu apenas no território dominado pela Polônia, até a ocupação soviética desta região, em 1939. Diversos poetas e autores se exilaram após a ocupação nazista da Bielorrússia, retornando apenas na década de 1960. O último renascimento de destaque da literatura bielorrussa se deu nesta década, com os romances publicados por Vasil Bykaŭ e Uladzimir Karatkievich.

### Música

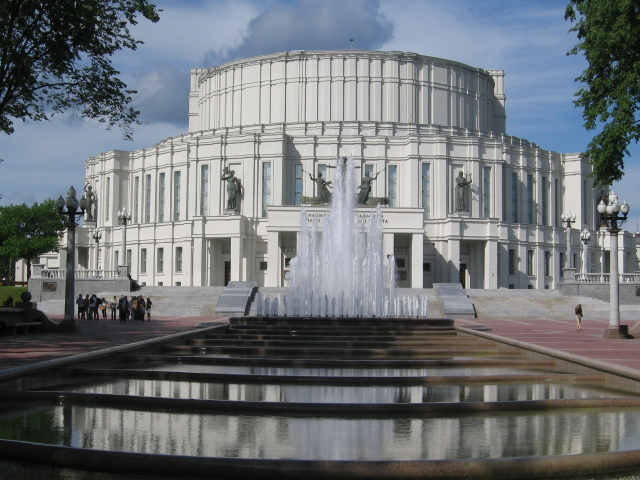
Teatro de Ópera e Balé, em Minsk

Durante o século XVII o compositor polonês Stanisław Moniuszko compôs óperas e peças de música de câmara enquanto residiu em Minsk. Durante sua estada, trabalhou com o poeta bielorrusso Vintsent Dunin-Martsinkyevitch, com quem criou a ópera Sielanka (Camponesa). No fim do século XIX, as principais cidades bielorrussas tinham suas próprias companhias de ópera e balé. O balé Rouxinol, de M. Kroshner, foi composto durante o período soviético, e se tornou o primeiro balé bielorrusso a ser apresentado no Grande Teatro Acadêmico Nacional de Balé, de Minsk.
Após a Segunda Guerra Mundial, a música do país passou a ter como foco os sofrimentos do povo bielorrusso e daqueles que empunhavam armas em defesa da pátria. Durante este período A. Bogatyryov, criador da ópera Na Floresta Virgem de Polesye, serviu como "tutor" dos compositores bielorrussos. O Teatro Nacional Acadêmico de Balé recebeu o Prêmio Benois de la Dance, em 1996, como a principal companhia de balé do mundo.
O rock tem tido uma popularidade crescente nos últimos anos, embora o governo bielorrusso tenha tentado limitar a quantidade de música estrangeira que é transmitida nas rádios, colocando em seu lugar a música tradicional do país. Desde 2004 a Bielorrússia tem enviado artistas ao Concurso Eurovisão da Canção.

### Apresentações e festivais

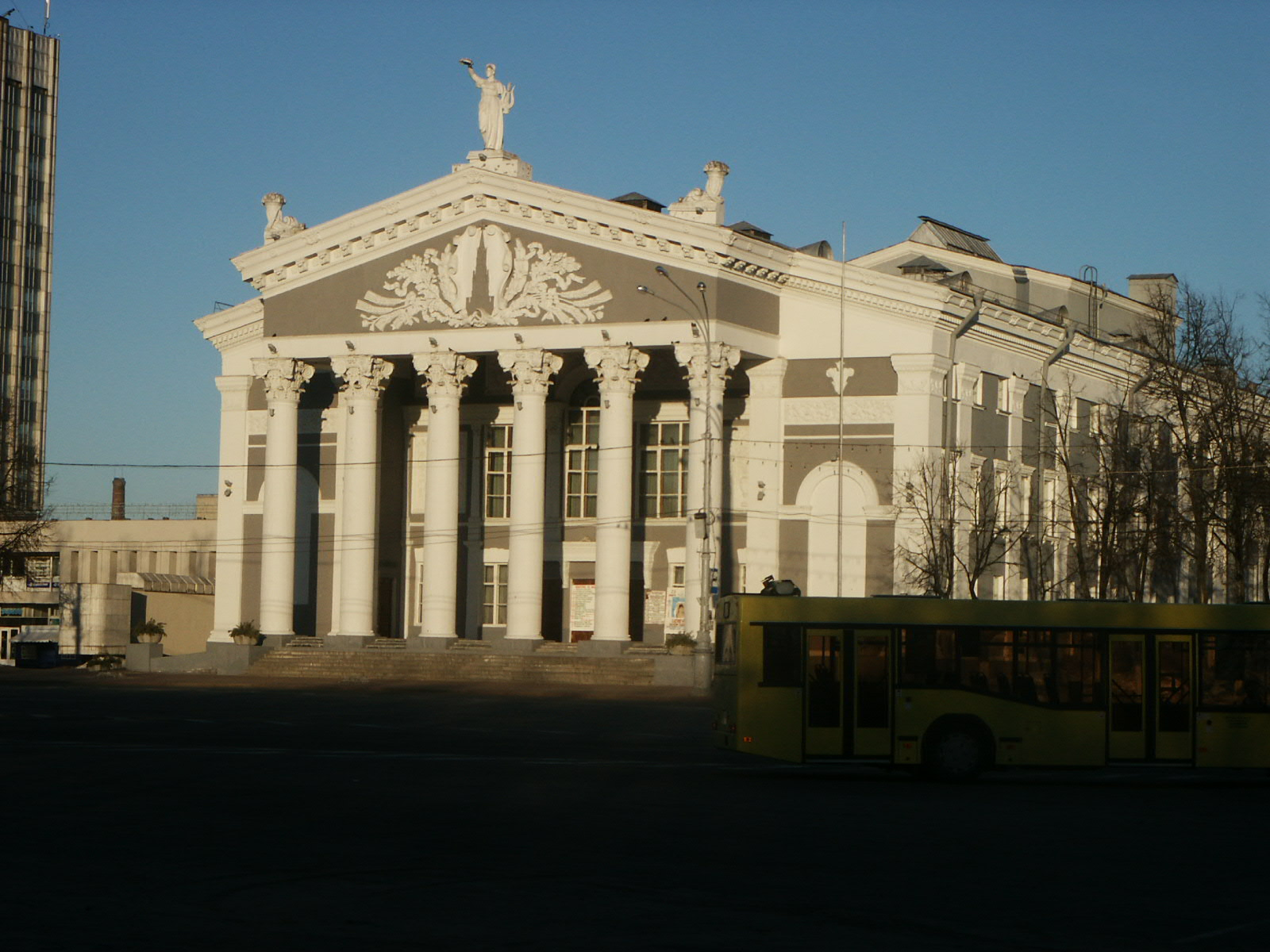
O teatro regional de Gomel

O governo bielorrusso patrocina diversos festivais culturais, como o Bazar Slavianski em Vitebsk, que apresenta artistas, escritores, músicos e atores do país. Diversos feriados estatais, como o Dia da Independência e o Dia da Vitória, reúnem grandes multidões para assistir paradas militares e fogos de artifício, especialmente em Vitebsk e Minsk. O Ministério da Cultura do país financia eventos que promovem as artes e a cultura, tanto dentro quanto fora do país.

### Trajes típicos
Os trajes típicos tradicionais bielorrussos se originaram no período da Rússia de Kiev. Devido ao clima frio, as roupas, costumeiramente feitas de linho ou lã, eram projetadas para manter o corpo aquecido. Costumam ser decorados com ornamentos elaborados, influenciados pelas culturas dos países vizinhos, como a Polônia, Lituânia, Letônia e Rússia, bem como de outras nações europeias. Cada região da Bielorrússia desenvolveu padrões ornamentais específicos. Um padrão ornamental utilizado em algumas das primeiras vestes típicas do país atualmente é utilizado para decorar a bandeira nacional bielorrussa, adotada num referendo controverso em 1995.

### Culinária

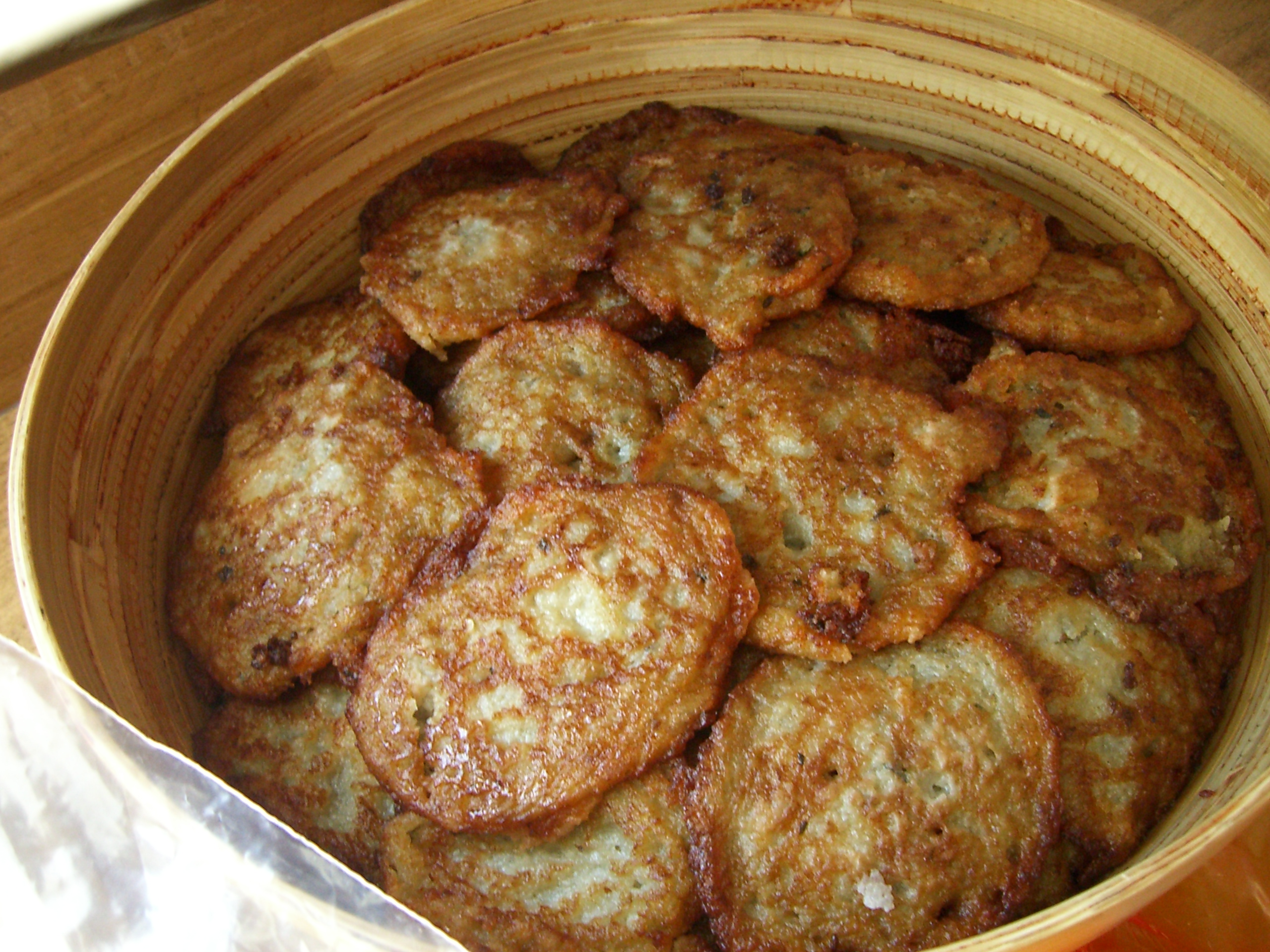
Panqueca de batata típica do país, conhecida como draniki

A culinária bielorrussa consiste principalmente de vegetais, carne (especialmente de porco) e pães. Os alimentos costumam ser assados ou cozidos lentamente. Um típico bielorrusso come um café da manhã muito leve e duas refeições mais substanciais no resto do dia; o jantar costuma ser a refeição maior e mais importante. Pães feitos de trigo e centeio são consumidos no país, porém o centeio é mais abundante, já que as condições climáticas não favorecem o cultivo do trigo. Para mostrar hospitalidade, um anfitrião bielorrusso tradicionalmente oferece pão e sal ao receber um convidado ou um visitante. Entre as bebidas consumidas popularmente na Bielorrússia estão a vodka russa, feita de trigo, e o kvas, uma bebida de baixo teor alcoólico feita de pão preto maltado ou farinha de centeio. O kvass também pode ser combinado com vegetais fatiados, para formar uma sopa fria chamada okroshka.

### Patrimônio da Humanidade
A Bielorrússia tem quatro sítios que foram classificados como Patrimônio da Humanidade: o Complexo do Castelo de Mir, o Castelo de Nesvij, a Belovejskaya Pushtcha (partilhada com a Polônia) e o Arco Geodésico de Struve (partilhado com outros nove países).

### Comunicações
Em 2008 existiam cerca de 3,718 milhões de linhas telefônicas fixas no país, e 8,639 de telefones celulares. A maior parte das linhas telefônicas são operadas pela Beltelcom, uma empresa de propriedade do Estado. Cerca de dois terços de todos os serviços telefônicos são geridos por sistemas digitais, e a média é de 90 telefones por cada 100 pessoas. Em 2009 existiam aproximadamente 113 000 provedores de internet na Bielorrússia, atendendo a cerca de 3,107 milhões de usuários.
O principal conglomerado de mídia do país é a estatal BTRC que controla diversos canais de rádio e televisão, que transmitem tanto doméstica quanto internacionalmente, através tanto dos sinais tradicionais quanto da internet. A Rede de Transmissão de Televisão é uma das principais estações independentes de televisão no país, exibindo principalmente uma programação regional, com uma versão 'pirateada' da série americana The Big Bang Theory chamada de The Theorists ("Os Teóricos"). Diversos jornais, editados tanto em bielorrusso quanto em russo, circulam no país e fornecem informações gerais ou conteúdo de interesse específico, como política, negócios ou esportes. Em 1998 existiam menos de 100 estações de rádio na Bielorrússia; 28 estações de AM, 37 FM e 11 estações em ondas curtas.
Todas as empresas de mídia são regulamentadas pela Lei sobre a Impressa e Outras Mídias de Massa, promulgada em 13 de janeiro de 1995. A lei concede a liberdade de imprensa; seu artigo 8, no entanto, declara que calúnias não podem ser feitas contra o presidente da Bielorrússia e outras autoridades determinadas pela constituição nacional. O governo bielorrusso desde então vem sendo criticado por atuar contra estes organismos de mídia. Jornais como o Nasha Niva e a Belaruskaya Delovaya Gazeta tiveram seu fechamento ordenado pelas autoridades depois de publicarem reportagens críticas do presidente Lukashenko ou de outras autoridades governamentais.
A OSCE e a Freedom House comentaram sobre a perda da liberdade de imprensa na Bielorrússia. Em 2009 a Freedom House deu ao país uma avaliação de 6,75 (não livre) em relação à maneira com que lida com a liberdade de imprensa. Outra questão importante envolvendo a imprensa na Bielorrússia é o desaparecimento, sem solução por parte das autoridades, de diversos jornalistas.